# Operation Decisive Storm
Operation Decisive Storm (deutsch „Sturm der Entschlossenheit“ oder „Operation Entscheidungssturm“, arabisch عملية عاصفة الحزم, DMG ʿamaliyyat ʿāṣifat al-ḥazm) ist die von einer Militärallianz unter Führung Saudi-Arabiens gewählte Bezeichnung für die Anfangsphase der am 26. März 2015 von dieser Militärallianz begonnenen Militärintervention im Jemen.
An der von den Vereinigten Staaten von Amerika, Frankreich und Großbritannien logistisch unterstützten Militäroffensive im Jemen beteiligten sich neben Saudi-Arabien während der Operation Restoring Hope Ägypten, Bahrain, Katar, Kuwait, die Vereinigten Arabischen Emirate, Jordanien, Marokko und Sudan. Einige teilnehmende Staaten wie Pakistan lehnten während der Operation Decisive Storm nachträglich eine Beteiligung an den Luftangriffen ab oder beteiligten sich eher symbolisch wie Sudan und Marokko.
Die Operation Restoring Hope griff in innerjemenitische Kämpfe auf der Seite des faktisch entmachteten jemenitischen Präsidenten Abed Rabbo Mansur Hadi ein, der von einigen Teilen der jemenitischen Armee sowie von sunnitischen Stammesmilizen unterstützt wurde. Ihnen gegenüber standen schiitische Huthi-Rebellen, die ihrerseits von Stammesmilizen unterstützt wurden sowie von Teilen der jemenitischen Armee, die offenbar loyal zum früheren jemenitischen Präsidenten und Machthaber, Ali Abdullah Salih, standen. Die Kämpfe gehen mit Luftangriffen und einer Seeblockade einher.
Als offizielles Ziel der Militäroperation der saudisch geführten Allianz war verkündet worden, die Regierung unter Hadi vor dem vollständigen Zusammenbruch oder der Übernahme des Staates durch die Huthi-Bewegung schützen zu wollen, um das Land zu stabilisieren. Für eine mögliche Bodenoffensive, zu der es während der Operation Restoring Hope nicht kam, sollten 150.000 Soldaten bereitstehen.
Im Laufe der Operation Restoring Hope verhängte der UN-Sicherheitsrat de facto ein einseitiges Waffenembargo für die Huthi-Rebellen und ihre Verbündeten. Kurz darauf reichte der UN-Sondergesandte für den Jemen, Jamal Benomar, der vor allem die unnachgiebige Haltung der arabischen Golfstaaten um Saudi-Arabien für das Scheitern seiner Vermittlungsversuche verantwortlich machte, seinen Rücktritt ein.
Am 21. April 2015 verkündete die saudisch geführte Militärallianz die Einstellung der Luftangriffe und die Beendigung der Operation Decisive Storm für die Nacht auf den 22. April und gab an, ihre militärischen Ziele seien erreicht worden, die Rebellen stellten keine Gefahr mehr für die Zivilisten dar, ihre militärischen Ressourcen seien zerstört und die Gefährdung für Saudi-Arabien und seine Nachbarstaaten sei erfolgreich abgewendet worden.
Doch hatten die Rebellen nach den vierwöchigen Luftangriffen der Operation Decisive Storm kaum Territorium eingebüßt und kontrollierten weiterhin die Hauptstadt Sanaa und weite Landesteile, während dschihadistische Gruppen und mit ihnen verbündete Stammeskämpfer von der saudisch geführten Militäroffensive profitiert hatten und einen mehrere hundert Kilometer langen Küstenstreifen am Golf von Aden kontrollierten. Der de facto entmachtete Präsident Hadi befand sich weiterhin im Exil in Saudi-Arabien. Die Weltgesundheitsorganisation warnte vor dem unmittelbar bevorstehenden Zusammenbruch des Gesundheitssystems im Jemen. Als verantwortlich für das Anwachsen der humanitären Katastrophe im Jemen wurde neben den Bombardierungen und Kämpfen während der Operation Decisive Storm insbesondere die Seeblockade des Jemen angesehen, die von Seiten der saudi-arabisch angeführten Militärallianz beibehalten wurde.
Am 22. April 2015 und in der Folge wurden die Luftangriffe unter Beibehaltung der Seeblockade des Jemen mit der tags zuvor als neue Phase angekündigten Operation Restoring Hope (oder: Renewal of Hope, deutsch „Wiederherstellung der Hoffnung“ oder „Erneuerte Hoffnung“) fortgeführt.

## Vorgeschichte
Im Sommer 2014, nachdem im Jemen seit Jahren politisches Chaos und Gewalt geherrscht hatten, waren die Huthi-Rebellen auf die Hauptstadt Sanaa vorgerückt, hatten diese im September 2014 erreicht und sie ungehindert vom Salih-treuen Militär und – mit Unterstützung von gegen die Zentralregierung gerichteten Stämmen – eingenommen. Mit der faktischen Einnahme der Stadt hatten die Rebellen zugleich auch die Zentralregierung faktisch abgesetzt und kontrollierten inzwischen weite Teile des Nordjemens sowie Teile des Zentral- und Südjemens. Im Januar 2015 hatten sie auch den Präsidentenpalast eingenommen. Sie hatten in der Folge das Parlament aufgelöst und ihren Einfluss im Westen und Zentrum ausgeweitet. Wie schon elf Jahre zuvor versuchten die Huthis, die Schwäche der Regierung zu nutzen und das Land zurückzuerobern. Anfang 2015 hatte der Golf-Kooperationsrat den Huthi-Milizen mit Maßnahmen zum Schutz der arabischen Halbinsel gedroht.
Nachdem die Rebellen 9 von 21 Provinzen des Landes erobert hatten, hatte sich die Lage wenige Tage vor der Militärintervention weiter zugespitzt. Hadi, der im Januar 2015 als Präsident zurückgetreten war, war Anfang Februar 2015 zunächst in seine Heimatstadt Aden geflohen, hatte seinen Rücktritt an dem Tag, an dem seine Amtszeit regulär abgelaufen wäre, widerrufen und Aden, wohin die Saudis inzwischen ihre Botschaft verlegt hatten, zur Landeshauptstadt erklärt.
| Staat                        | Beitrag zur Beteiligung |
| ---------------------------- | --- |
| Saudi-Arabien                | - 100 Kampfjets - 150.000 Soldaten und Marineeinheiten |
| Vereinigte Arabische Emirate | - 30 Kampfjets |
| Bahrain                      | - 15 Kampfjets |
| Kuwait                       | - 15 Kampfjets |
| Katar                        | - 10 Kampfjets |
| Jordanien                    | - 6 Kampfjets |
| Marokko                      | - 6 Kampfjets |
| Sudan                        | - 3 Kampfjets |
| Ägypten                      | - 4 Kriegsschiffe & Luftunterstützung (Marine- und Luftunterstützung der Militäroperation)                                                                                             |
| Pakistan                     | - Kriegsschiffe & Luftunterstützung (Marine- und Luftunterstützung der Militäroperation)                                                                                               |
| Vereinigte Staaten           | Bereitstellung logistischer und geheimdienstlicher Unterstützung für die militärischen Operationen des Golfkooperationsrats gegen die Huthis (Bevollmächtigung durch Präsident Obama). |

Als auch die von Hadi zur neuen Landeshauptstadt ausgerufene Stadt Aden zu fallen drohte, griff die unter saudischer Führung stehende Allianz militärisch ein und begann am 26. März 2015 die Luftangriffe. Hadi floh Ende März vor den gegen Aden vorrückenden Huthis nach Riad in Saudi-Arabien, von wo aus er versuchte, weiterzuregieren. Er wurde von einigen Teilen der Armee (ihm loyale Einheiten, Regierungstruppen) sowie von sunnitischen Stammesmilizen (Freiwillige aus dem Süden) unterstützt.

## Operation Decisive Storm

### Ablauf der Militärintervention bis 21. April
Saudi-Arabien bildete eine sunnitische Militärkoalition gegen die Huthi-Rebellen, an der sich außer Saudi-Arabien die Golfstaaten Bahrain, Katar, Kuwait, die Vereinigten Arabischen Emirate sowie Ägypten beteiligten. Insgesamt zehn arabische Nationen schlossen sich der „Operation Entscheidungssturm“ bis zum 26. März 2015 öffentlich an, die vom saudischen König Salman und seinem Sohn, dem 30-jährigen Verteidigungsminister Mohammed bin Salman, koordiniert wurde. Offen blieb zunächst, ob die Beteiligung Jordaniens, Marokkos und des Sudans eher als symbolisch aufzufassen war. Logistisch wurde die Militärintervention von den USA, Frankreich und Großbritannien unterstützt.
Die Arabische Liga beschloss am 29. März 2015 die Gründung einer gemeinsamen militärischen Eingreiftruppe. Der ägyptische Präsident Abd al-Fattah as-Sisi erklärte bei einem Gipfeltreffen der Arabischen Liga, die Staats- und Regierungschefs hätten sich auf „Prinzipien“ für die Militäreinheit geeinigt, die gegen extremistische Gefahren in der Region vorgehen könne. Nach Angaben ägyptischer Beamter sollten ihr etwa 40.000 Elitesoldaten angehören.
Als offizielles Ziel der Militäroperation wurde der Schutz der „legitimen Regierung Jemens“ vor einer Übernahme durch die Huthi-Rebellen angegeben. Saudi-Arabiens Führung verkündete bei Bekanntgabe der Militärmission: „Wir wollen mit allen Mitteln die rechtmäßige Regierung des Jemen schützen und verteidigen.“ Die aus mehreren arabischen Staaten um das mehrheitlich sunnitischene Saudi-Arabien gebildete Allianz wolle verhindern, dass die schiitische, mutmaßlich von der Islamischen Republik Iran unterstützte Huthi-Miliz vollständig die Macht im Jemen übernimmt. Medienberichten zufolge befürchteten Saudi-Arabien und seine sunnitischen Verbündeten insbesondere, dass die Huthi-Miliz mit Unterstützung Irans die Kontrolle über die für den Welthandel bedeutende Meerenge Bab al-Mandab erlangen könne, die das Rote Meer mit dem Indischen Ozean verbindet und über die Schätzungen zufolge fast 40 Prozent des internationalen Handels per Schiff abgewickelt werden.
Die Angriffe der von den USA logistisch unterstützten Militärallianz sunnitisch-arabischer Staaten unter Führung Saudi-Arabiens gegen die Huthi-Rebellen und die mit ihnen verbündeten Militäreinheiten von Ex-Präsident Salih seit dem 26. März 2015 richteten große Zerstörungen im Jemen an führten zu einer humanitären Krise, konnten die Huthi-Rebellen und ihre Verbündeten aber kaum zurückdrängen. Angesichts des zunehmenden Leids der jemenitischen Zivilbevölkerung stieg die internationale Kritik an der Militärintervention an. Im Mai 2015 stimmte Saudi-Arabien auf starken diplomatischen Druck der USA hin erstmals einer Feuerpause zu und schlug eine fünftägige „humanitäre Pause“ vor, die von den Salih-treuen Armeeverbänden akzeptiert wurde. Auch die Huthi-Rebellen stimmten einer Waffenruhe, die den Zugang von Hilfslieferungen für die Bevölkerung ermögliche, zu.

#### Zeittafel der Militäreinsätze
| Datum     | Ort oder Ziel                      |
| --------- | ---------------------------------- |
| 26. März  | Sanaa                              |
| 27. März  | Markt                              |
| 30. März  | IDP-Lager                          |
| 1. April  | Molkerei                           |
| 3. April  | Dorf                               |
| 6. April  | Saʿda; Sanaa; Schule               |
| 7. April  | Schule                             |
| 9. April  | ʿAmrān                             |
| 10. April | Moschee                            |
| 12. April | Wohngebäude                        |
| 15. April | Tankstelle                         |
| 19. April | Tankstelle; Gesundheitseinrichtung |
| 20. April | Sanaa; Tankstelle                  |
| 21. April | Brücke                             |

- Am 26. März 2015 begann die Offensive. Flugzeuge der Koalition bombardierten Stützpunkte der Rebellen, darunter Raketenstellungen, sowie den Flughafen Sanaa und Ziele in Sanaa.[30] Die Luftangriffe der darauffolgenden Tage trafen nicht nur Kämpfer, sondern auch Kampfjets, Luftabwehrsysteme und Raketenabschussrampen, von denen sich die Saudi-Arabien bedroht fühlt. Fünf Tage nach Beginn der Kämpfe stießen die Huthi-Rebellen weiter Richtung Aden, der letzten Bastion der Anhänger des geflohenen Präsidenten Abdrabbo Mansour Hadi vor.[31]
- Am 30. März 2015 berichten Medien von der begonnenen Blockade jemenitischer Seehäfen durch Kriegsschiffe der saudisch geführten Militärkoalition. Das saudi-arabische Militär gab an, auf diese Weise Waffenlieferungen und Truppenverstärkungen für die Huthi-Rebellen unterbinden zu wollen.[31]
- Am 2. April 2015 entsandte Ägypten vier Kriegsschiffe in den Golf von Aden. Der ägyptische Präsident Sissi bekräftigte am 4. April, es sei eines der vorrangigen Ziele der Militärintervention, die Meeresstraße zu sichern.[1]
- Am 6. April 2015 kam es in Aden, wo seit mehreren Tagen Straßenkämpfe anhielten, erneut zu Gefechten der Huthis mit Unterstützern Hadis.[32][Anm. 3] Berichten von Einwohnern nach seien in den Vororten Adens Explosionen vernommen worden und Huthi-Stellungen durch ein ausländisches Kriegsschiff beschossen worden. Auch aus anderen Landesteilen wurden Kämpfe gemeldet. In der Stadt Sa'da wurden am 6. April mehrere Huthi-Kämpfer bei Luftangriffen getötet.[32]
- Am 8. April 2015 schickte Iran einen Logistikkreuzer und ein Kriegsschiff in Richtung Horn von Afrika aus und somit auch in die Nähe der umkämpften Hafenstadt Aden. Offiziell sollten diese gegen Piraterie vorgehen.[33][34]
- Zwei Wochen nach Beginn der Bombardierung von Zielen der Huthi-Miliz im Jemen durch die von Saudi-Arabien angeführte Militärkoalition hatte die saudi-arabische Militäroperation kaum Erfolge gezeigt. Stattdessen war es den Huthi-Rebellen gemeinsam mit Kämpfern, die den im Jahr 2012 gestürzten Staatschef Salih unterstützen, gelungen, weiter in das Stadtzentrum von Aden vorzudringen. Die US-Regierung erklärte daraufhin, die USA hätten ihre Unterstützung für die „Operation Entscheidungssturm“ verstärkt, Waffenlieferungen beschleunigt, den Austausch von Geheimdienstinformationen intensiviert und einen gemeinsamen Koordinierungs- und Planungsstab im saudischen Einsatzführungskommando eingerichtet.[35]

Zu diesem Zeitpunkt befanden sich die strategisch wichtige Hafenstadt al-Hudaida sowie die als Operationsbasis für US-Truppen bedeutende Militärbasis Anad weiterhin unter Kontrolle der Huthis. Dagegen profitierte offenbar die mit den Huthi-Rebellen verfeindete Terrororganisation al-Qaida auf der arabischen Halbinsel (AQAP) von den Kämpfen im Jemen. Der Al-Qaida-Ableger nutzte die Situation zur Befreiung von 300 seiner Gesinnungsgenossen in der ostjemenitischen Region Hadramaut, die mittlerweile zu großen Teilen von ihr kontrolliert wurde. wie seit Anfang April die Stadt Mukalla.
Ebenfalls zwei Wochen nach Beginn der Luftangriffe der Militär-Koalition erzielten die Huthi-Rebellen und mit ihr verbündete jemenitische Truppen ihren ersten großen militärischen Erfolg seit Beginn der Luftangriffe und brachten die Provinzhauptstadt Atak und die umliegenden Ölfelder in der erdölreichen südlichen Provinz Schabwa unter ihre Kontrolle. Das von sunnitischen Stammeskämpfern verteidigte Atak ging Einwohnerberichten zufolge am 9. April trotz saudi-arabischer Luftangriffe gegen die Huthis, aber ohne Widerstand am Boden an die Rebellen und die zum früheren Präsidenten Salih stehenden Militäreinheiten in Atak. Die Huthis und Salih-treuen Truppen, die in Schabwa zuvor nicht hatten Fuß fassen können – auch wegen der dortigen starken Präsenz der al-Qaida-Gruppe AQAP – kontrollieren zu diesem Zeitpunkt 10 der 21 Provinzen Jemens.
- Nachdem am Abend des 9. April 2015 die schwersten saudischen Luftangriffe auf Sanaa seit Beginn der saudischen Intervention ausgeführt worden waren, kam es in der Nacht zum 10. April zu den bis zu diesem Zeitpunkt schwersten Bombardierungen auf Aden.[41] In Aden leisteten Gegner Salihs und Anhänger der Autonomie-Bewegung Widerstand gegen die vorrückenden Milizen der Huthis und Salih-treue Armeeverbände.[42]
- Am 11. April 2015 gaben für Hadi kämpfende Milizen an, dass sie zwei iranische Offiziere der Iranischen Revolutionsgarden aus der al-Quds-Einheit, während der Kämpfe in Aden gefangen genommen hätten.[43][44] Eine unabhängige Bestätigung für die Meldung gab es nicht.[45]

Ungeachtet der Luftangriffe rückten die Huthi-Rebellen auch in den Osten des Landes vor und errichteten nach Angaben regionaler Stammesvertreter in der strategisch wichtigen Stadt Serwah 120 Kilometer östlich von Sanaa Stellungen, um weitere Vorstöße in die östliche Provinz Marib zu unternehmen.
- Mitte April gab das Terrornetz AQAP Medienberichten zufolge über Twitter die zunächst nicht auf Echtheit geprüfte Meldung heraus, dass Ibrahim al-Rubaisch, ein saudi-arabischer führender Kleriker des al-Qaida-Ablegers im Jemen und mehrjähriger Guantánamo-Häftling, bei einem US-Drohnenangriff im Jemen getötet worden sei.[46][47] Laut Reuters handelte es sich um den ersten bekanntgewordenen Drohnenangriff gegen AQAP seit der Evakuierung der US-Spezialeinheiten im vorangegangenen Monat.[47][48]

Am 16. April 2015 berichteten Anwohner von einer neuen Front nahe Taizz, an der Stammesmitglieder gegen Huthi-Milizen kämpfen und auf beiden Seiten Soldaten beteiligt sein sollten.
Ebenfalls Mitte April 2015 eroberte die AQAP im Südosten des Jemen den Militärflughafen Riyan am Golf von Aden in der Nähe der zwei Wochen zuvor von der al-Qaida eingenommenen Stadt Mukalla und eine in der Nähe gelegene Militärbasis, während die zur Verteidigung des Stützpunktes stationierten Regierungstruppen sich kampflos vor den al-Qaida-Kämpfern zurückzogen und flohen. Die AQAP hatte zu diesem Zeitpunkt den Hadramaut als größte Provinz des Jemen fast vollständig unter ihre Kontrolle gebracht, darunter auch den Hafen von Mukalla mit einem wichtigen Ölterminal.
- In der Nacht auf den 20. April 2015 startete die saudisch geführte Militärkoalition weitere Luftangriffe im Jemen. Einer der Luftangriffe außerhalb von Sanaa verursachte eine gewaltige Explosion mit Dutzenden Zivilopfern. Der saudische Militärsprecher, General Ahmed Assiri, erklärte am 20. April, die saudisch geführte Militärkoalition habe Waffenlager angegriffen, die die Huthis an verschiedenen Orten eingerichtet hätten, nachdem sie verschiedene Militärbestände der jemenitischen Regierung eingenommen hatten. Die Huthis hätten nach ihrer Machtergreifung gestohlene Militärausrüstung in Höhlen, auf Bauernhöfe, in Häuser und an andere Orte verlegt. Assiri drohte jemenitischen Stammesführern das Material anzugreifen, wenn sie nicht bei dessen Auffinden behilflich sein würden.[52]

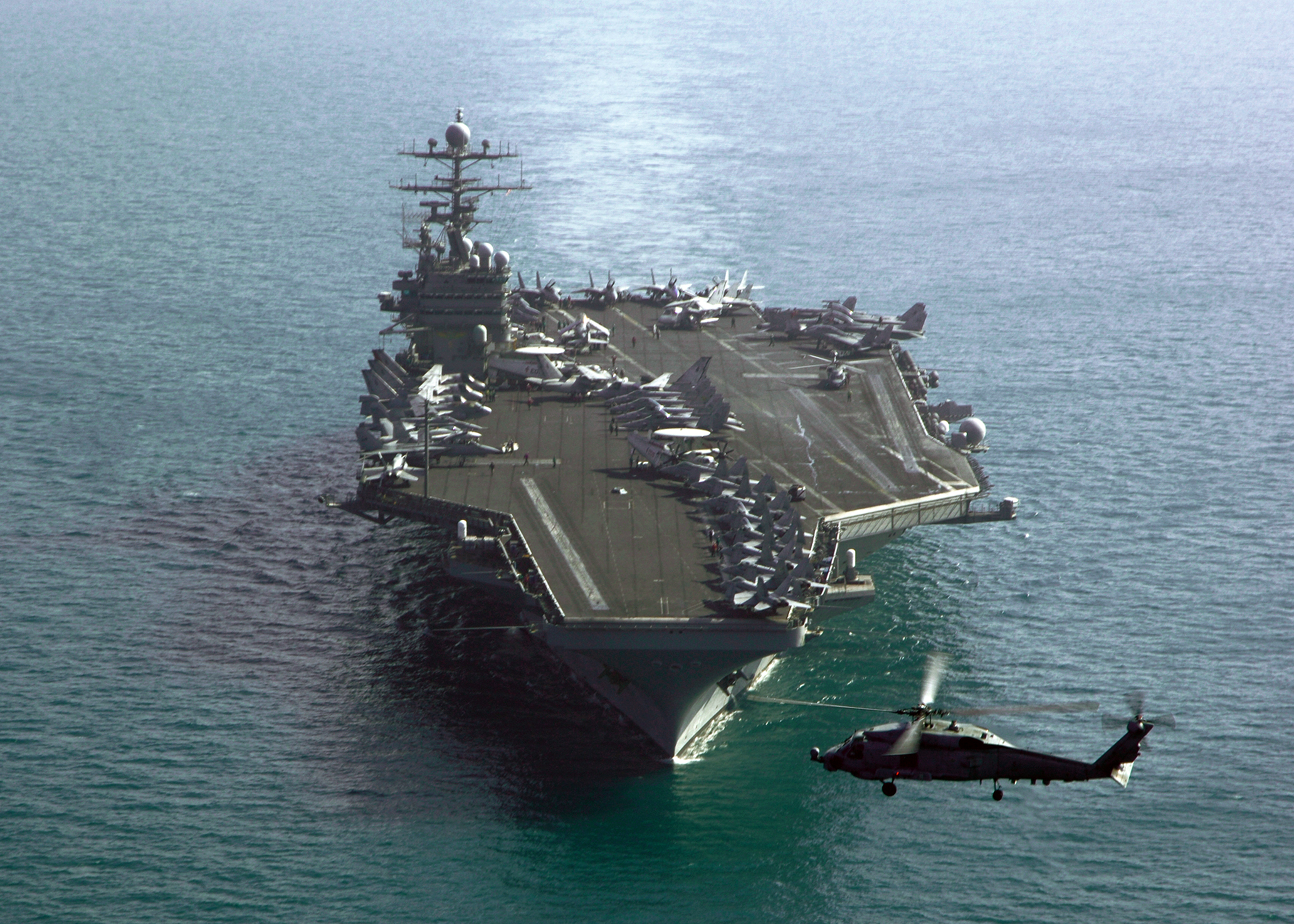
Theodore Roosevelt, US-Flugzeugträger der Nimitz-Klasse (Foto: 2005)

Am 20. April verstärkten die USA ihre Militärpräsenz vor der Küste Jemens von sieben Schiffen im Golf von Aden und im südlichen arabischen Meer, darunter Kreuzer und Zerstörer, um zwei weitere US-Kriegsschiffe. Damit waren insgesamt zwölf Schiffe der US-Marine im Arabischen Meer, Roten Meer und dem Golf von Aden unterwegs. Der Flugzeugträger Theodore Roosevelt sowie ein Lenkwaffenkreuzer wurden aus dem Persischen Golf entsendet und sollten sich den anderen Einheiten, die auch Einsatzgruppen zum Entern und Durchsuchen anderer Schiffe an Bord hatten, anschließen, um sie im Golf von Aden und dem südlichen Roten Meer bei der Sicherung der Seewege zu unterstützen. Offiziell gab die US-Marine als das Ziel der Aktion an, „sicherzustellen, dass wichtige Schifffahrtsrouten in der Region offen und sicher bleiben“. In US-Regierungskreisen hieß es, die Anwesenheit der Kriegsschiffe eröffne zusätzliche Möglichkeiten für den Fall einer Zuspitzung der Lage im Jemen. Einem unter Berufung auf US-Regierungsbeamte erfolgten New York Times-Bericht nach sollte der durch die Flottenverstärkung vollzogene Ausbau der US-amerikanischen Präsenz vor Ort vornehmlich als Machtdemonstration der USA dienen, habe aber zugleich die Verhinderung von Lieferungen iranischer Waffen an die Huthi-Rebellen ermöglicht und sollte auch eine Rückversicherung für das mit den USA alliierte Saudi-Arabien darstellen. Der Sprecher des US-Verteidigungsministeriums Steven Warren wies die Berichte zurück, nach denen die neuen Kriegsschiffe die Aufgabe hätten, die angebliche Lieferung iranischer Waffen in den Jemen zu verhindern. Ein Sprecher der US-Regierung sagte, die USA seien besorgt wegen einer fortgesetzten Unterstützung Irans für die Huthis. Es gebe Hinweise, dass Iran Waffen und andere Hilfe an die Rebellen im Jemen lieferte.
- Am Abend des 21. April 2015 verkündete die von Saudi-Arabien geführte Militärkoalition das Ende ihrer Luftangriffe im Jemen,[60][62] das nach der Darstellung des Sprechers der von Saudi-Arabien geführten Militärkoalition, General Ahmed Assiri, angeblich „auf Bitten der jemenitischen Regierung und des Präsidenten Abed Rabbo Mansur Hadi“ erfolgt war.[63][59] Im saudi-arabischen Staatsfernsehen hieß es dazu, der Einsatz sei „erfolgreich“ verlaufen.[60] Während die Rebellen trotz der vierwöchigen Luftangriffe kaum Territorium verloren hatten, noch immer die Hauptstadt Sanaa und große Teile des Landes kontrollierten und sich der de facto entmachtete Präsident Hadi noch immer im Exil in Saudi-Arabien befand,[60] behauptete das saudi-arabische Verteidigungsministerium, die Operation Decisive Storm sei beendet, weil ihre militärischen Ziele erreicht worden seien.[60][60][59][Anm. 2] Mit der neuen Operation kündigte Saudi-Arabien eine neue Phase der Militärintervention im Jemen an,[59] es folge nun die Operation Restoring Hope.[61] Assiri sagte, die Luftangriffe auf Ziele im Jemen würden eingestellt, doch behalte sich die Armee weitere „Anti-Terror-Operationen“ gegen die Huthi-Milizen vor. Wenige Stunden nach der Erklärung, in der Nacht auf den 21. April 2015, dankte Präsident Hadi aus dem Exil in Saudi-Arabien heraus in einer Rede an die Jemeniten seinen „arabischen und muslimischen Brüdern“ für ihre Militäroperation gegen die Huthi-Rebellen.[63] Nachdem die USA die Präsenz ihrer Flotte in der Region verstärkt hatten, drehte ein Konvoi von neun iranischen Schiffen ab, der zunächst auf die Küste Jemens zugelaufen war.[45]

Ungeachtet der Verkündung von der Beendigung der Luftangriffe deuteten Äußerungen des saudi-arabischen Militärsprechers, Brigadegeneral Ahmed Asseri, der gesagt hatte, die Militärallianz werde auch weiterhin verhindern, dass sich Huthi-Kämpfer innerhalb des Jemen bewegten und aktiv würden, darauf hin, dass die Militärallianz dennoch weiter gegen die Huthi-Milizen vorgehen könnte. Man müsse in einer Stadt wie Aden weiterhin Zivilisten schützen, um die Rebellen davon abzuhalten, ihre Operationen fortzusetzen. Die saudi-arabischen Boden- und Marine-Einheiten würden weiterhin die Grenze zum Jemen bewachen und alle Lieferungen an die Rebellen unterbinden.
Vieles hatte Medienberichten zufolge zuvor darauf hingedeutet, dass Saudi-Arabien einen Krieg mit Bodentruppen vorbereitet. Saudi-Arabien mobilisierte weitere Sicherheitskräfte. Der zuständige Minister Mitab ben Abdallah erklärte, die hauptsächlich aus Bodentruppen bestehende und von den anderen Streitkräften unabhängige Nationalgarde, die sich aus 75.000 Soldaten und 25.000 Stammeskämpfern zusammensetzt, stehe bereit, um „an der Seite der anderen Truppenteile“ zu kämpfen. Der saudi-arabische König Salman ordnete am 21. April 2015 die Mobilisierung der Nationalgarde an, die für einen möglichen Einsatz im Jemen in Gefechtsbereitschaft versetzen werden sollte. Welche Aufgabe die Nationalgarde bei der Militärintervention im Jemen erfüllen könnte, blieb zunächst unklar.

#### Entwicklung der humanitären Lage
Am 26. März 2015 wurden unter anderem Sanaa und die südjemenitische Stadt al-Huta zu Zielen der Luftangriffe. Nach Aussagen von Anwohnern und örtlicher Behörden wurden dabei insgesamt mehr als 50 Zivilisten getötet und zahlreiche Menschen verletzt. Medienberichten zufolge versuchten noch am selben Tag viele Bewohner der attackierten Gebiete aus Angst vor neuen Luftangriffen zu flüchten.
Nach Angaben der Menschenrechtsorganisation Human Rights Watch (HRW) starben bereits in den ersten zwei Tagen als Folge der Luftangriffe Dutzende Menschen. Unter den ersten elf laut HRW identifizierten Todesopfern befanden sich zwei Frauen und zwei Kinder. Ende März 2015 wurde ein etwa zehn Kilometer von einem Militärstützpunkt entfernt liegendes und seit 2009 bestehendes Flüchtlingscamp im Nordwesten des Jemen bombardiert. HRW teilte Mitte April mit, keine Belege für militärisch relevante Ziele gefunden zu haben, die den hohen Blutzoll mit mindestens 29 getöteten und 41 verwundeten Zivilisten (einschließlich von 14 Kindern und 11 Frauen) für den von den Saudis angeführten und von den USA unterstützten Angriff auf das gut bekannte Lager für Binnenflüchtlinge im nordjemenitischen Mazraq rechtfertigen könnten. In einem Brief vom 10. April 2015 hatte HRW zuvor bereits dem saudischen König Salman ibn Abd al-Aziz mitgeteilt, dass die Luftangriffe der saudisch geführten Koalition auf das Flüchtlingscamp in Mazraq am 30. März 2015 eine medizinische Einrichtung im Lager und einen lokalen Markt getroffen hatten, HRW jedoch kein den zivilen Blutzoll rechtfertigendes militärisches Ziel habe finden können. Erste Angaben der Internationalen Organisation für Migration (IOM) zufolge sollten bei dem Luftangriff mindestens 45 Menschen getötet und 200 weitere verletzt worden sein. Auch die Vereinigung Ärzte ohne Grenzen hatte den Angriff bestätigt. Die jemenitische Regierung hatte zunächst Huthi-Rebellen für den Angriff beschuldigt worauf einige Medienberichte es als unklar bezeichnet hatten, wer für den Angriff verantwortlich ist, da sich beide Parteien gegenseitig für verantwortlich erklärten, während andere Medienberichte vom ersten Tag an davon ausgegangen waren, dass die Bombardements Saudi-Arabiens für die Toten verantwortlich waren.
Nach UNICEF-Angaben vom 31. März 2015 wurden innerhalb einer Woche im Zuge der Eskalierung der Kampfhandlungen mindestens 62 Kinder im Jemen getötet und 30 weitere verletzt.
In Aden wurden dem Internationalen Roten Kreuzes (IKRK) zufolge zwei Helfer des Roten Halbmondes erschossen, als sie Verwundete zu einem Krankenwagen trugen.
Die Vereinten Nationen zeigten sich besorgt über die steigende Zahl getöteter Zivilisten. Nach UN-Angaben wurden allein in den ersten beiden Wochen der massiven Militärintervention Saudi-Arabiens und seiner Alliierten weit mehr als 500 Zivilisten getötet, ohne dass die Bombardements die Rebellen hätten aufhalten können. Die UN-Nothilfekoordinatorin Valerie Amos hatte am 2. April erklärt, binnen zwei Wochen habe es 519 Todesopfer sowie rund 1700 Verletzte gegeben, viele davon bei den Luftangriffen der Militärallianz unter Führung Saudi-Arabiens und Beteiligung Ägyptens. Die Menschenrechtsorganisation HRW drückte in einem Brief an den US-amerikanischen Verteidigungsminister Ashton Carter vom 10. April 2015 ihre Besorgnis darüber aus, dass die von der US-Regierung unterstützte saudisch geführte Koalition im Jemen einen alarmierend hohen Opferzoll in der Zivilbevölkerung gefordert habe und dass nach Angaben der Weltgesundheitsorganisation (WHO) bei den Kämpfen in den ersten zwei Wochen der Militärintervention über 311 Zivilisten getötet und mehr als 100.000 zu Displaced Persons geworden seien. In den ersten Wochen der Militärkampagne habe HRW die Tötungen Dutzender Zivilisten durch Luftangriffe dokumentiert, die Verletzungen des Kriegsvölkerrechts darstellen könnten.
Die Luftangriffe Saudi-Arabiens und seiner Verbündeten lösten bereits binnen weniger Tage eine Flüchtlingswelle aus. Insbesondere in Sanaa führte die militärische Intervention zu großer Unsicherheit. Landesweit waren bis zum 6. April 2015 über 100.000 Menschen vor den Kämpfen geflohen. Hilfsorganisationen befürchten eine Hungersnot und appellierten für eine zumindest zeitweise Einstellung der Kämpfe, um insbesondere in Aden die knapp werdenden Vorräte an Medikamenten auffüllen zu können. Die Kämpfe um Aden hatten nach Angaben des IKRK bereits Anfang April eine „humanitäre Krise“ ausgelöst. Das Rote Kreuz (IKRK) verlangte eine Waffenruhe und rief am 4. April zu einer 24-stündigen Feuerpause aus humanitären Gründen auf, da nur so die vielen Verletzten versorgt und die Einwohner der umkämpften Gebiete in die Lage versetzt werden könnten, Wasser und Nahrungsmittel zu besorgen. Im umkämpften Aden litt die Zivilbevölkerung massiv unter Versorgungsengpässen und explodierenden Preisen für Lebensmittel und Treibstoffe. Während von Fluchtbewegungen aus der Stadt berichtet wurde, fehlte es der verbliebenen Bevölkerung nach Angaben von Hilfsorganisationen an allem, vorwiegend aber an Nahrung.
Nach Angaben der UN vom 7. April 2015 wurden bis zu diesem Zeitpunkt bei den Kämpfen im Jemen mindestens 549 Menschen getötet, darunter 74 Kinder. 44 weitere Kinder wurden laut der UNICEF-Angaben schwer verletzt. UN-Mitteilung vermutete, dass die tatsächliche Zahl der Opfer angesichts der schweren Kämpfe der vorangegangenen Tage in Aden weitaus höher liege. Nach Angaben der WHO vom 7. April 2015 wurden in dem Konflikt seit Beginn der Luftangriffe durch die von Saudi-Arabien angeführte Koalition Mitte März mindestens 560 Menschen getötet und mehr als 1700 verletzt, viele von ihnen Zivilisten.
Die von Saudi-Arabien geführte Militärallianz lehnte die Forderungen nach einer humanitären Feuerpause zunächst ab. Der saudi-arabische Brigadegeneral Ahmed Assiri erklärte, es müssten zuerst die Bedingungen für Hilfslieferungen geschaffen werden und erklärte: „Die humanitäre Operation ist Teil unserer Arbeit und unserer Verantwortung“. Hilfsgüter dürften aber nicht in die falschen Hände geraten, etwa in die der Huthi-Rebellen. „Wir wollen nicht die Milizen versorgen“, sagte Assiri.
Am 8. April gab die WHO – in Übereinstimmung mit UN-Angaben – bekannt, dass bei Kämpfen im Jemen in den drei Wochen seit dem 19. März mindestens 643 Zivilisten und Kämpfer getötet, 2226 Personen verwundet und weitere 600.000 von zu Hause vertrieben oder aus ihren Häusern geflohen sein. Die humanitäre Lage beurteilte die WHO als „kritisch“. Stromausfälle sowie akuter Wasser- und Treibstoffmangel setzten der Zivilbevölkerung zu.
Die Lage der Zivilisten im Jemen nach Beginn der Militärintervention war laut UN bereits in der ersten Aprilhälfte 2015 dramatisch. Hilfsorganisationen warnten, dass die Luftangriffe der saudisch geführten Koalition vor allem für die ärmsten Bevölkerungsteile katastrophale Folgen haben könnten. Das Rote Kreuz sprach von einer humanitären Katastrophe. Der regionale Direktor des International Committee of the Red Cross (ICRC), Robert Mardini, sagte, die humanitäre Lage verschlechtere sich täglich und sei an bestimmten Orten „wirklich katastrophal“. Die Anzahl der in Bezug auf die Ernährung versorgungsgefährdeten Menschen war als Ergebnis der Kämpfe von schon im April von 10,6 Millionen auf 12 Millionen gestiegen, wobei die ungeschützten Familien von den ansteigenden Nahrungsmittelpreisen am stärksten betroffen waren. Die mit Luftangriffen und einer Seeblockade einhergehenden Kämpfe forderten seit dem 19. März bis in die zweite Aprilwoche nach UN-Angaben 643 Tote. Die negativen Auswirkungen auf die Bevölkerung wurden nach Angaben von Helfern im Verlauf des Krieges zunehmend dramatischer. Der humanitäre Koordinator der UNO für Jemen, Johannes van der Klaauw, sagte am 10. April: „Die humanitäre Situation im Jemen verschlechtert sich jede Stunde“. Der Konflikt betreffe mittlerweile 15 der 22 Provinzen des Landes. „Millionen von Menschen sind in Lebensgefahr – wegen anhaltender Kämpfe und Luftangriffen, aber auch wegen des schnellen Zerfalls von allem, was an Basisdienstleistungen noch übrig war, einschließlich Gesundheitsversorgung, Trinkwasser und Zugang zu Nahrung“, so der UN-Koordinator weiter, nötig sei eine sofortige humanitäre Feuerpause. Zu diesem Zeitpunkt gingen die Kämpfe mit Luftangriffen und einer Seeblockade einher, die Häfen von Aden und al-Hudaida waren nach UN-Angaben geschlossen, die UN-Hilfswerke in Dschibuti, die sich normalerweise mit Somalia befassten, verzeichneten bereits einen Zustrom aus Jemen. Das UN-Flüchtlingshochkommissariat (UNHCR) berichtete am 10. April, 317 Bootsflüchtlinge aus Jemen seien in den vorangegangenen zehn Tagen in Dschibuti gelandet sowie 582 an der Küste von Somaliland. Das UNHCR äußerte sich besorgt um die Sicherheit der 250.000 zumeist somalischen Flüchtlinge im Jemen sowie der 330.000 Binnenvertriebenen. Es rief die internationale Staatengemeinschaft auf, Flüchtlinge aus Jemen aufzunehmen. Trotz der ansteigenden Flüchtlingsströme zum Horn von Afrika, registrierte der jemenitische Rote Halbmond nach UNHCR-Angaben von April 2015 Hunderte, zumeist aus Somalia und Äthiopien stammende Asylsuchende, die in umgekehrter Richtung weiterhin an den Küsten des Jemen ankamen und denen die aktuelle Lage im Jemen entweder nicht bekannt war, oder die sie in den Händen von Flüchtlingsschleppern befanden und nicht entfliehen konnten.
Mitte April 2015 wurde in Medien angegeben, es seien seit Beginn der Luftangriffe mehr als 700 Menschen getötet worden. Bis Mitte April mussten zudem nach vorläufigen Schätzungen 120.000 bis 150.000 Menschen ihr Zuhause verlassen. Bereits vor der Militärintervention hatte es nach UN-Angaben im Jemen 250.000 Flüchtlinge und mehr als 300.000 Binnenvertriebene gegeben. Viele hätten ein weiteres Mal fliehen müssen, wie die Bewohner eines Camps in der Stadt Mazraq, die Ziel von Luftangriffen wurde. Die Sicherheitslage verschlechtere sich nach Angaben des UNHCR-Sprechers Adrian Edwards landesweit. Zahlreiche Flüchtlinge hätten keinerlei Unterkunft. In Sa'da seien in der Nacht zum 17. April öffentliche Einrichtungen und Teile der Infrastruktur durch Luftangriffe und Artilleriebeschuss zerstört worden. Engpässe bei Nahrungsmitteln, Trinkwasser und Treibstoff lösten weitere Fluchtbewegungen aus und schürten Gewalt. UN-Mitarbeiter aus berichteten, die Bevölkerung sei von den andauernden Luftangriffen zusehends zermürbt. Die Preise für Lebensmittel hätten sich verzweifacht und stiegen auch für Treibstoff fortlaufend. Die Stromversorgung sei praktisch zum Erliegen gekommen.
Ein Luftangriff der saudi-arabisch geführten Militärkoalition am 18. April 2015, bei dem ein Lebensmittellager der Hilfsorganisation Oxfam in Sa'da zerstört und ein Mensch getötet wurde, obwohl die Hilfsorganisation der Militärkoalition zuvor die Lagekoordinaten des Gebäudes zur Verfügung gestellt hatte, bezeichnete Human Rights Watch (HRW) als einen offensichtlichen Verstoß gegen das Kriegsvölkerrecht. Nach Ansicht von HRW schadete die Zerstörung des Lebensmittellagers einer Hilfsorganisation nicht nur viele Zivilisten in der Nähe des Luftangriffzieles, sondern bedrohe die Verteilung von Hilfslieferungen im ganzen Jemen.
Zwischen Mitte März und Mitte April 2015 wurden UN-Angaben zufolge bei Luftangriffen und Kämpfen am Boden 731 Menschen getötet und mehr als 2750 verletzt. Nach anderen UN-Angaben waren nach mehr als drei Wochen der saudischen Luftangriffe und neuerlichen Auseinandersetzungen rivalisierender Fraktionen am Boden über 750 Jemeniten ums Leben gekommen und rund 150.000 gezwungen worden, ihre Häuser zu verlassen, ohne dass die Luftangriffe die Huthis hatten aufhalten können. Viele Schulen, Krankenhäuser und Moscheen seien in dem Konflikt zerstört worden. Für den Zeitraum vom 19. März bis zum 13. April 2015 wurden fast 800 Tote registriert. Es wurde erwartet, dass die tatsächliche Zahl an Todesopfern bei weitem größer ist. Die Weltgesundheitsorganisation warnte bereits im April 2015 vor dem unmittelbar bevorstehenden Zusammenbruch des Gesundheitssystems im Jemen.
Medienangaben vom 20. April zufolge kam es in Sanaa zum folgenschwersten Bombardement seit Beginn der Luftangriffe am 26. März 2015. Bei einem Bombenangriff saudischer Kampfflugzeuge auf ein Militärlager oder Raketendepot, das auf einer Anhöhe über dicht bevölkerten Wohnvierteln liegt, wurden im Stadtviertel Fadj Attan Dutzende Zivilisten getötet und mehr als 500 Menschen verletzt. Die Explosionen in dem Raketendepot zerstörten umliegende Häuser vollständig und wirkten sich noch in entfernten Vierteln aus. Die Wucht der gewaltigen Explosion zerstörte Häuser, Geschäfte und Fahrzeuge und verstreute Schutt und Leichen entlang einiger Straßen. Berichten zufolge wurde dabei das Studio des Radiosenders Yemen FM zerstört, wobei ein Journalist ums Leben kam. Zudem wurde die indonesische Botschaft von der Druckwelle stark beschädigt, wobei unter anderem zwei Diplomaten verletzt wurden, und nach iranischen Angaben die iranische Botschaft nur knapp von den Luftangriffen verfehlt. Am 21. April 2015 wurden nach Angabe des UNHCHR-Sprechers Rupert Colville durch einen Luftangriff in Sanaa 20 Zivilisten getötet und 120 verletzt, sowie mehrere UN-Büros beschädigt, einschließlich des Büros des OHCHR im Jemen.
Die anhaltenden Kämpfe bedrohten nach UN-Angaben die Versorgung der Bevölkerung mit Grundnahrungsmitteln. Das UN-Welternährungsprogramm (WFP) erklärte, es seien zwölf Millionen Menschen – und damit fast die Hälfte – in dem verarmten Land als „versorgungsgefährdet“ eingestuft. Die Anzahl der in Bezug auf die Ernährung versorgungsgefährdeten Menschen sei als Ergebnis der Kämpfe von 10,6 Millionen auf 12 Millionen gestiegen, wobei die Nahrungsmittelpreise stiegen und die ungeschützten Familien am stärksten betroffen seien.

Zerstörungen in den Wohnvierteln nahe dem Berg Attan (Sanaa) nach dem Luftangriff vom 20. April 2015
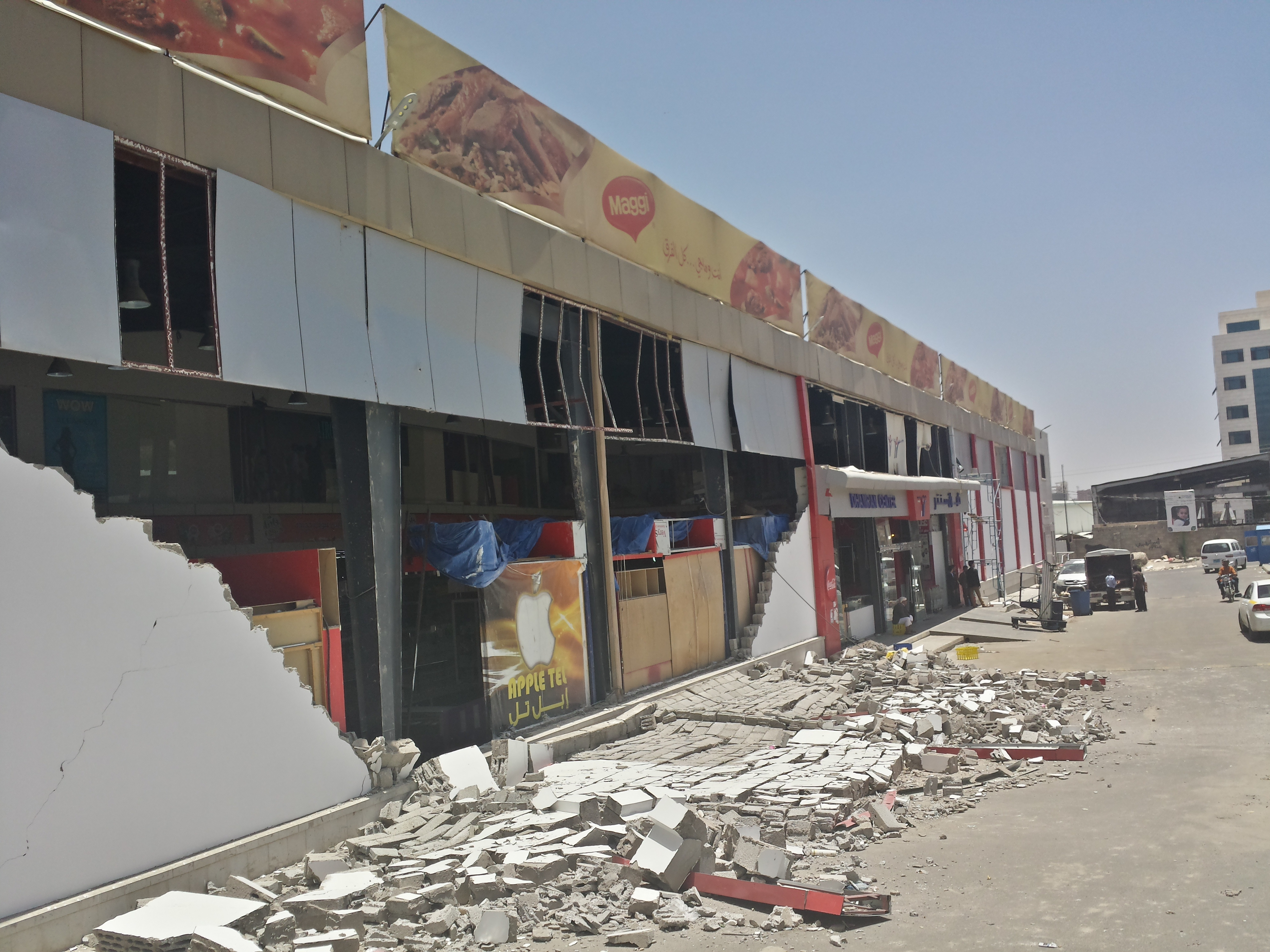
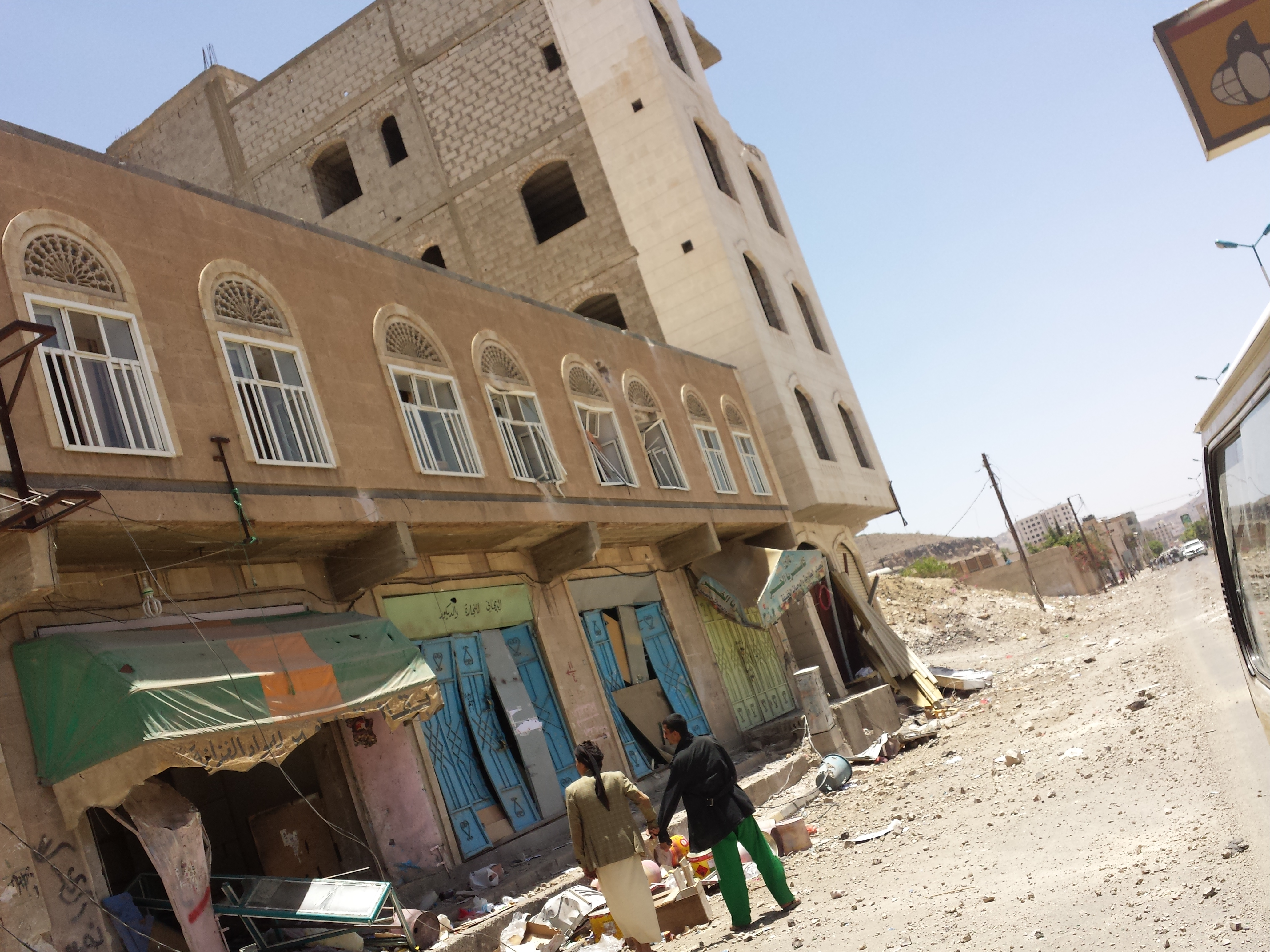
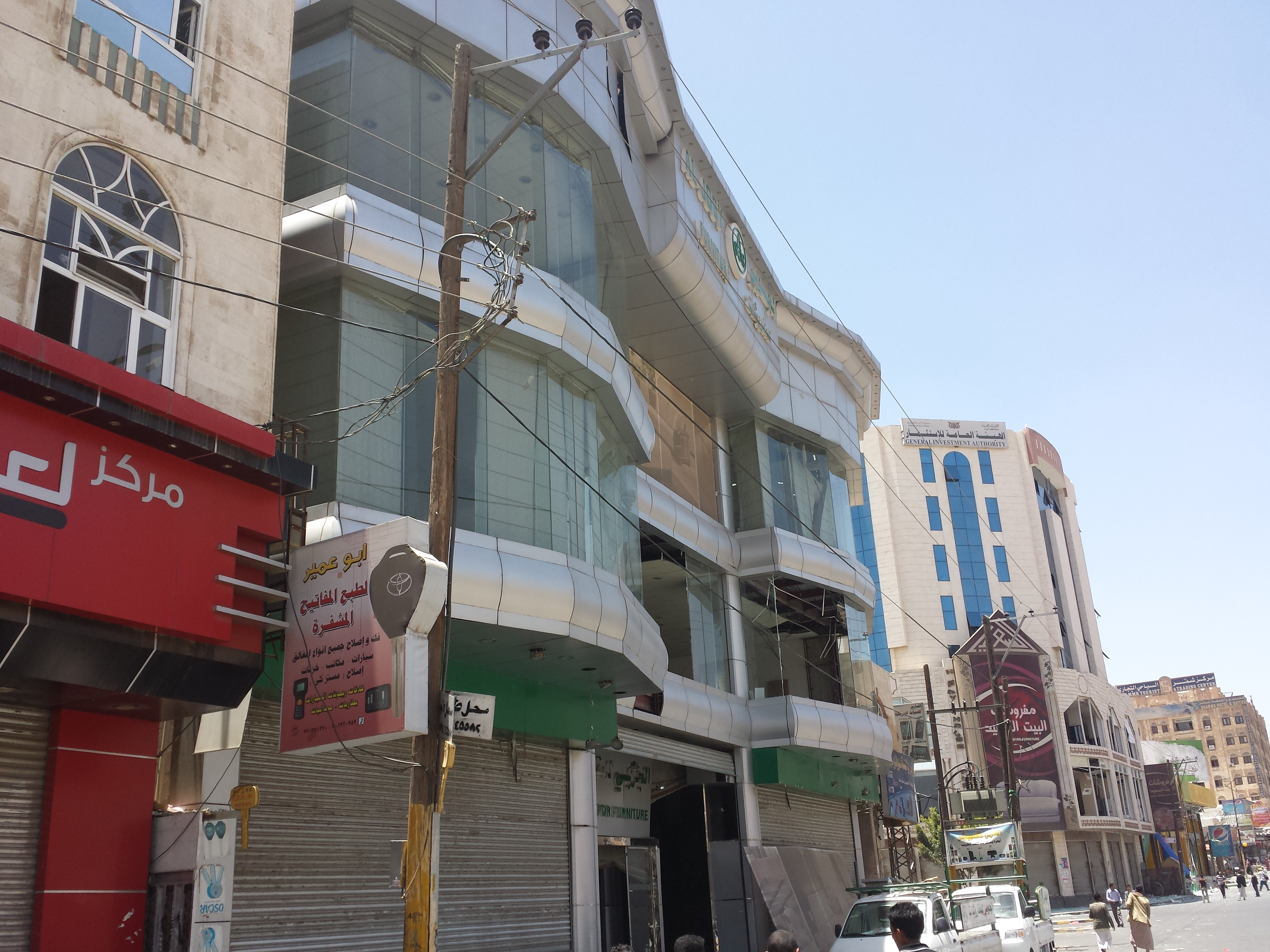
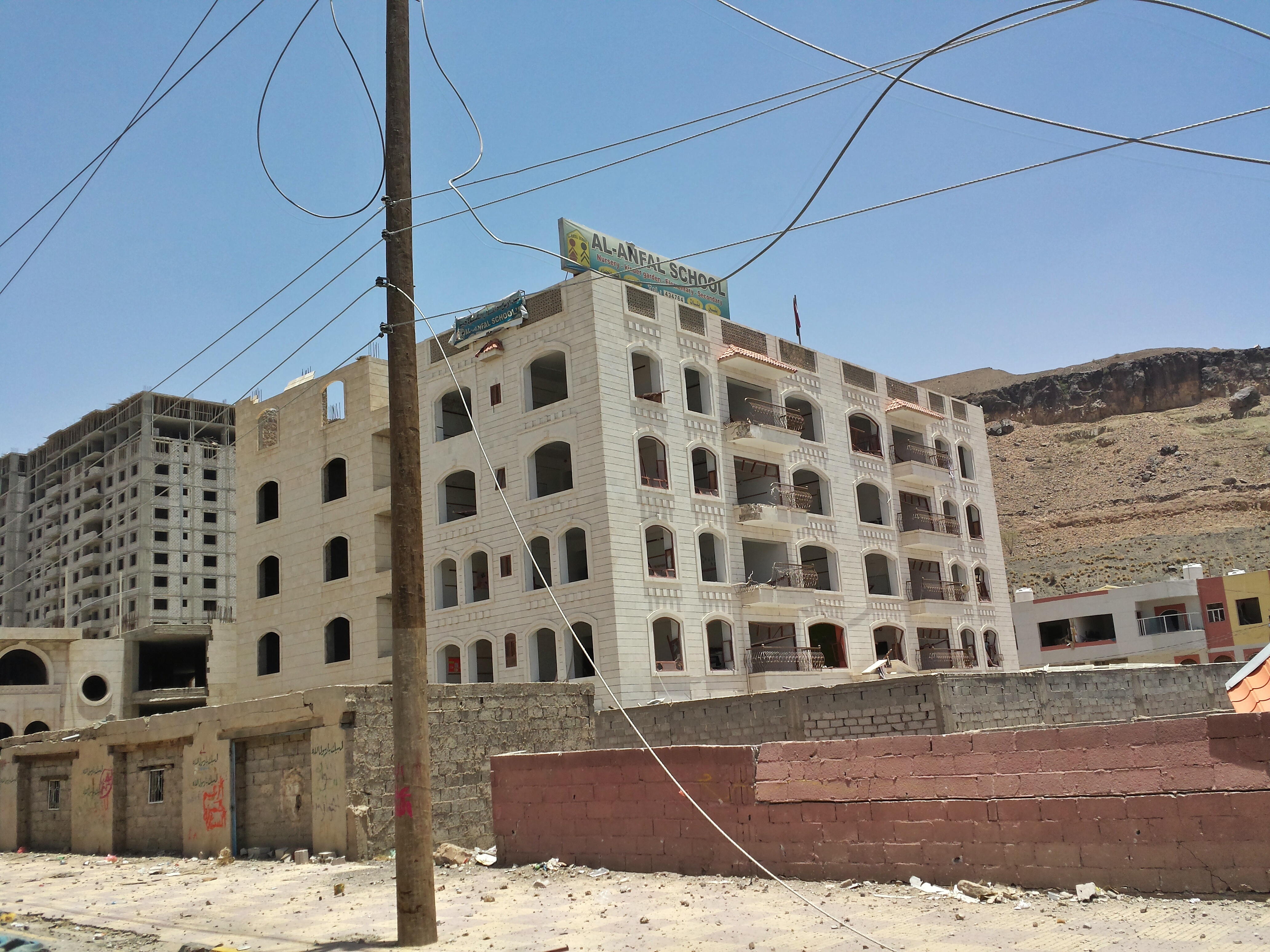
Zerstörungen an der Al-Anfal-Schule
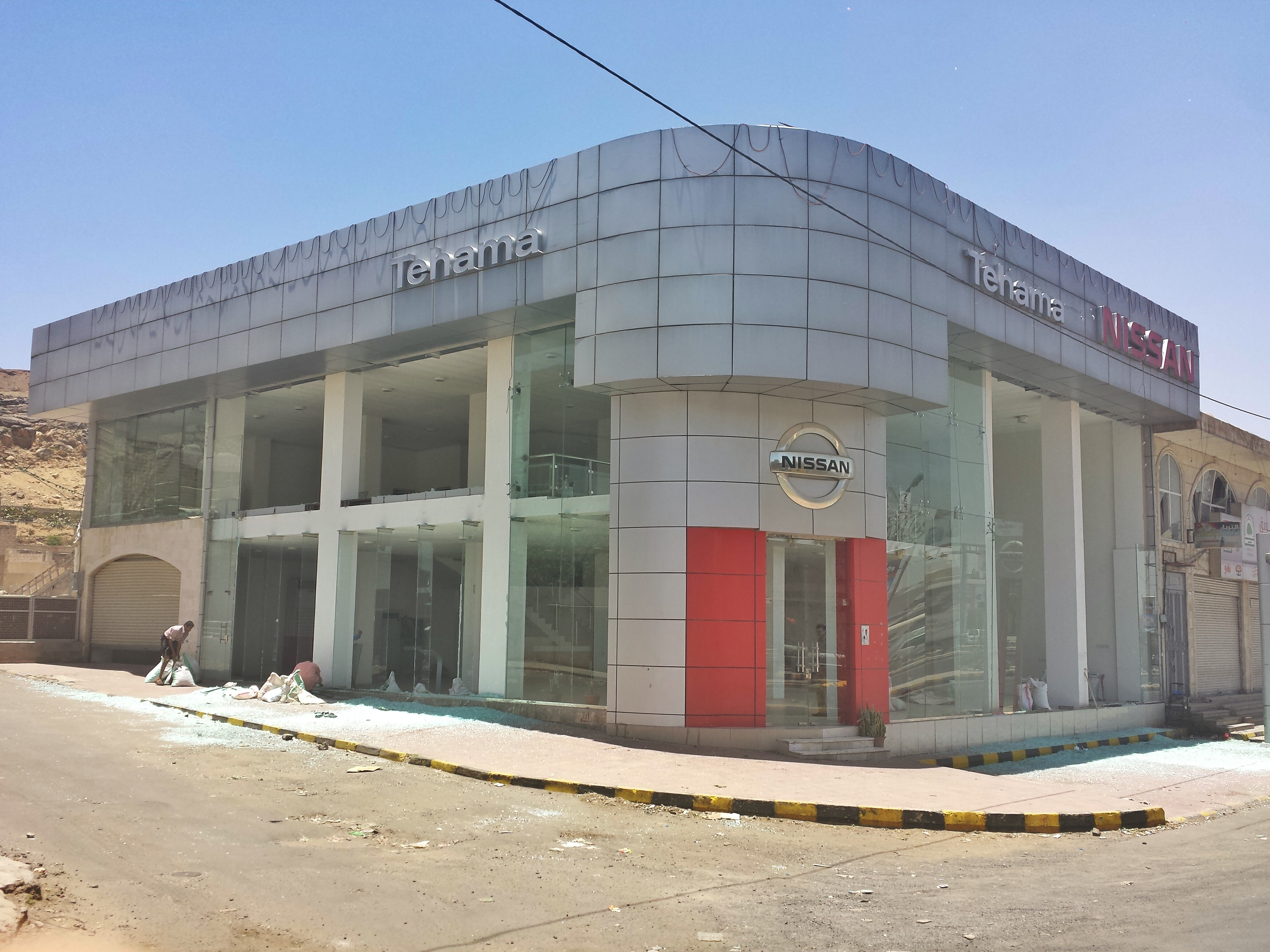
Glastrümmer eines Autohauses
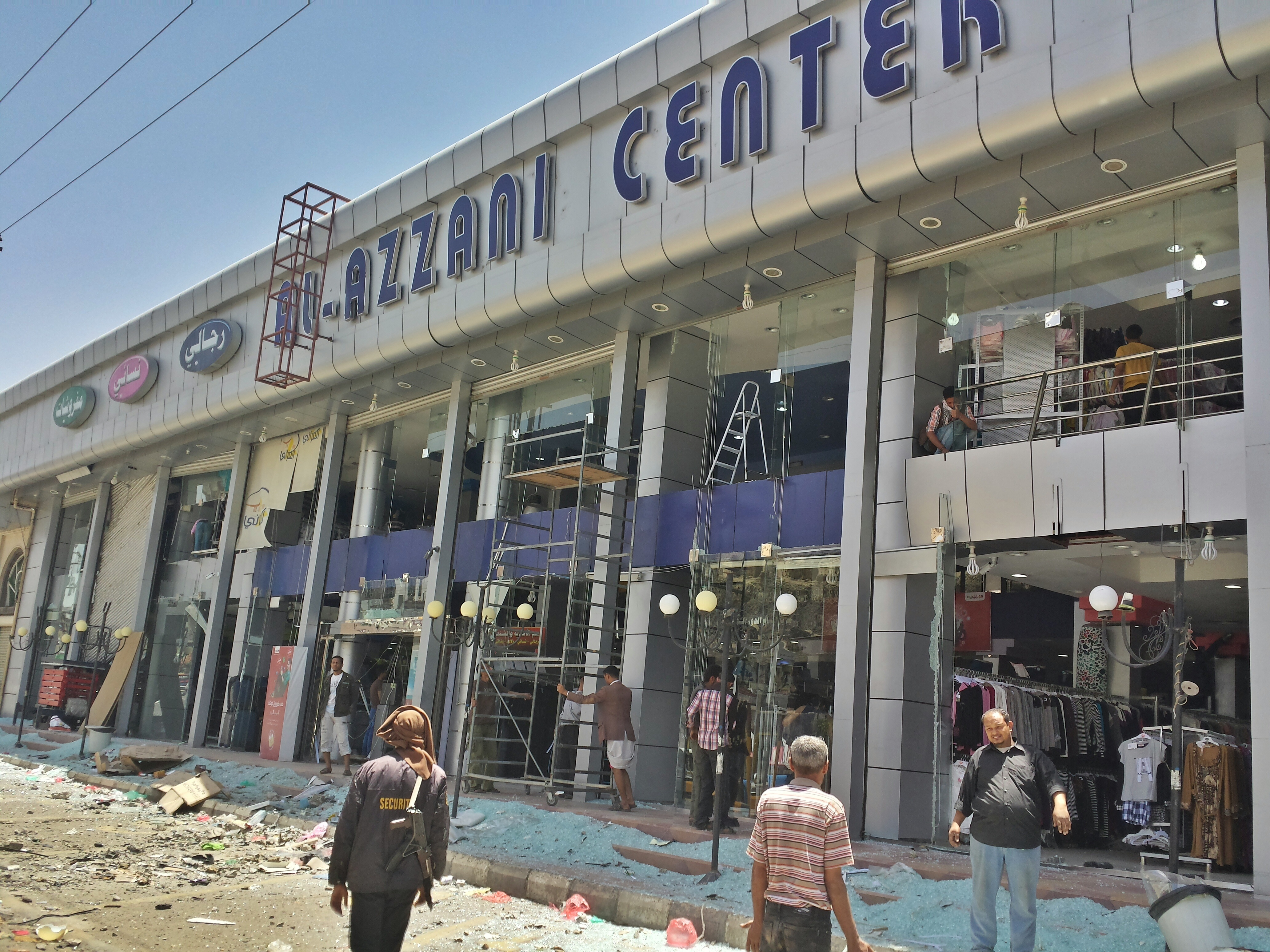
Beschädigtes Einkaufszentrum
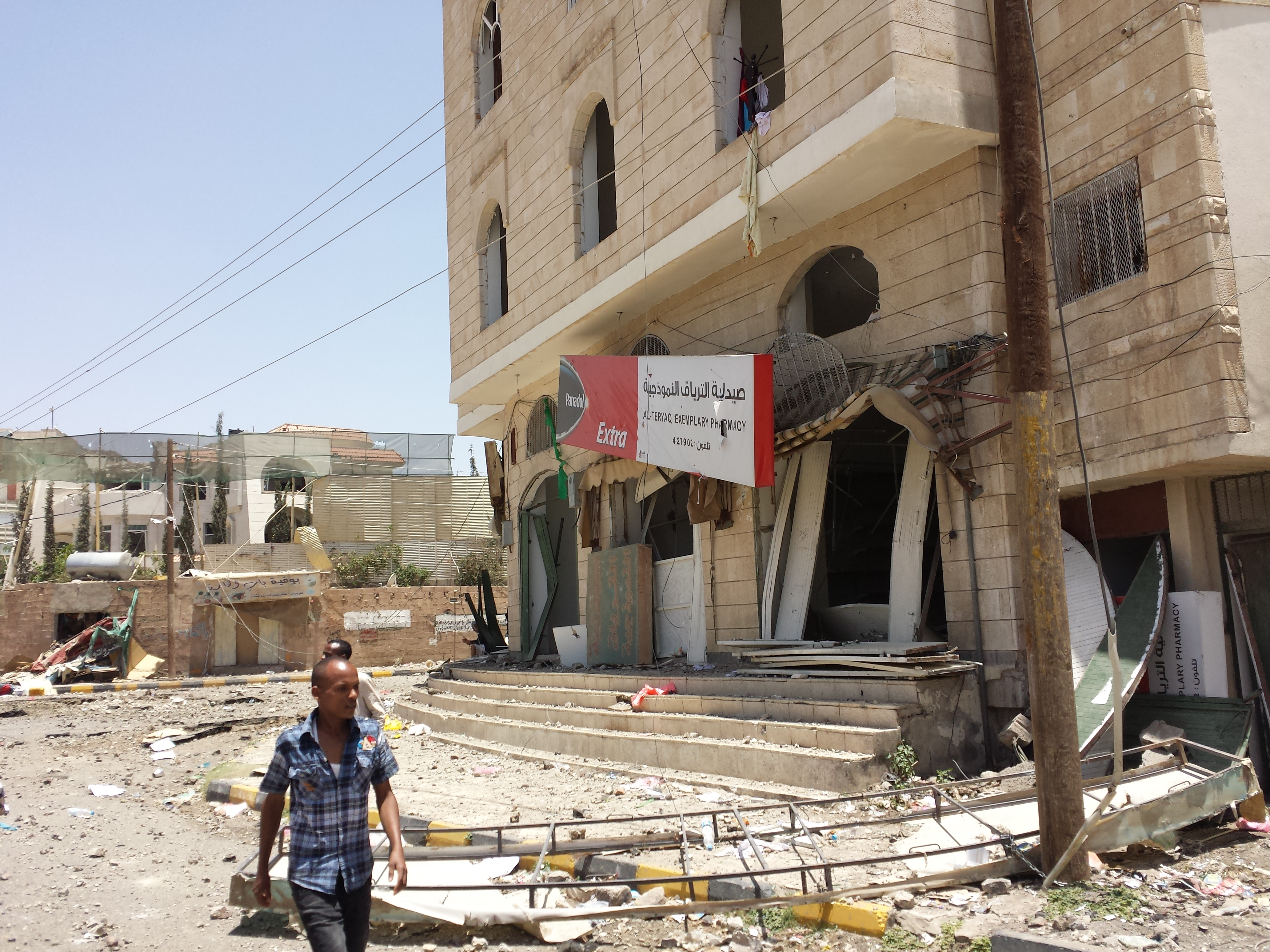

#### Reaktionen

##### Jemen
- – Rebellenführer Abdulmalik al-Huthi verurteilte im Fernsehen den Angriff als „ungerechtfertigt“ und „kriminell“.[65] Huthi-Sprecher Mohammed al-Bukhaiti bezeichnete die saudischen Angriffe als offene Kriegserklärung.[23][16] Der Konflikt im Jemen könne damit zu einem Regionalkrieg auswachsen.[23] Die Huthi-Miliz erklärte ihre grundsätzliche Bereitschaft zu Friedensgesprächen, nannte aber als Voraussetzung ein Ende der Luftangriffe durch die von Saudi-Arabien angeführte sunnitische Militärallianz, Die Gespräche sollten von Parteien überwacht werden, die keine aggressiven Positionen gegenüber dem jemenitischen Volk einnähmen.[78] Mitte April 2015 wies ein hochrangiger Vertreter der Huthis die Forderung nach einer Rückkehr Hadis zurück.[49] Mohammed al-Buchaiti, ein Mitglied des Huthi-Politbüros, fordert, die Angriffe müssten „sofort und bedingungslos beendet werden“.[50]

Am 20. April versicherte al-Huthi, das „jemenitische Volk“ werde sich der „brutalen Aggression“ nicht beugen. Er sprach dem saudi-arabischen Regime das Recht zur Einmischung ab und kündigte an, mit allen Mitteln Widerstand zu leisten. Al-Huthi verurteilte auch die UN-Resolution, die einseitig den Rückzug der Rebellen forderte und ein Waffenembargo gegen sie verhängte. In einer im Fernsehen übertragenen Ansprache sagte er, das jemenitische Volk habe das Recht, sich gegen die – so al Huthi – von außen kommende Aggression zur Wehr zu setzen. Seine Gruppe kämpfe dafür, den Jemen von der al-Qaida zu befreien, die sowohl für den Norden wie für den Süden eine Bedrohung darstelle und bereits Teile des Landes kontrolliere. Seine Kämpfer, so al-Huthi, würden den Jemeniten im Süden helfen, die al-Qaida zu besiegen.
Die Huthi-Rebellen forderten die UN auf, „Verbrechen an der jemenitischen Bevölkerung“ und die Luftangriffe der von Saudi-Arabien geführten Allianz zu stoppen.
- Der ehemalige jemenitische Staatspräsident Ali Abdullah Salih begrüßte die UN-Resolution, die einseitig den Rückzug der Rebellen gefordert und eine Waffenembargo gegen sie verhängt hatte, als positiven Schritt und sprach sich für eine Waffenruhe und Gespräche unter UN-Vermittlung aus.[55]
- Jemen (Regierung Hadi) – Der jemenitische Außenminister, Riad Jassin, hatte dem Sender al-Arabiya bereits kurz vor der Militärintervention gesagt, er habe bei der Arabischen Liga offiziell die Entsendung einer Einsatztruppe gegen die Huthis gefordert. Die Luftangriffe auf den Präsidentenpalast in Aden hatte Jassin dabei als versuchtes Attentat auf Hadi bezeichnet und vor einer iranischen Übernahme des Jemen gewarnt.[101] Am 1. April 2015 forderte Jassin die Entsendung von Bodentruppen. Auf lange Sicht reichten Luftangriffe nicht aus, so Jassin.[102]

Der von den Huthis entmachtete jemenitische Staatspräsident Abed Rabbo Mansur Hadi beschuldigte Iran, für das Chaos im Jemen verantwortlich zu sein. Die Huthis nannte er „Handlanger des Irans“. Die Luftschläge müssten weitergehen, „bis sich die Houthi-Bande ergibt“.
Nachdem sich die Regierungsstreitkräfte in Mukalla Berichten zufolge kampflos vom Flughafen vor der AQAP zurückgezogen haben sollen, rief Vize-Präsident Chaled Bahah sie Mitte April auf, seine Exilregierung zu unterstützen.
Gleichzeitig gab die Regierung Hadi bekannt, sie lehne den Einsatz saudi-arabischer Bodentruppen im gemeinsamen Kampf gegen Huthi-Milizen ab. Bahah erklärte: „Wir hoffen immer noch, dass es neben den Luftangriffen nicht auch zu einem Einsatz am Boden kommt.“ Bedingung für Friedensgespräche seien die Rückkehr von Präsident Hadi nach Aden sowie ein Ende der Gefechte.
Am 18. April 2015 lehnte die jemenitische Regierung Hadi den von Iran der UN vorgelegten Vier-Punkte-Friedensplan ab. Der jemenitische Regierungssprecher Rajeh Badi sagte gegenüber der Presse: „Wir weisen die iranische Initiative zurück“. Das Ziel der Initiative sei „lediglich ein politisches Manöver“. Außenminister Jassin wies das Angebot Irans, im Konflikt zwischen der Regierung und den Huthi-Rebellen zu vermitteln, zurück. Eine Vermittlung durch Iran sei inakzeptabel, da er selbst darin verwickelt sei. Verhandlungen seien erst möglich, wenn sich die Huthi-Rebellen und die Truppen von Salih aus allen Städten zurückzögen und in ihre Hochburgen im Norden des Landes zurückkehrten, sagte Jassin. Jassin erklärte, die Huthis trügen die Verantwortung für die „umfassende Vernichtung der Infrastruktur des Jemens“. Die Huthi-Milizen würden in Taizz und Aden Zivilisten in chaotischer Manier angreifen und grundlos Menschen verhaften. Die Jemeniten würden verstehen, warum die saudisch geführte Militärkoalition den Krieg führen müsse.
- – Al-Qaida setzte laut der auf Islamisten spezialisierten Beobachtergruppe SITE im April 2015 einem Video des jemenitischen al-Qaida-Ablegers AQAP zufolge für die Tötung oder Ergreifung des Huthi-Anführers Abdulmalik al-Huthi und des früheren Präsidenten Ali Abdullah Salih eine Belohnung von 20 kg Gold aus. Al-Qaida bezeichnete die beiden Männer demnach als „die Köpfe des Bösen im Jemen“.[37]

##### International

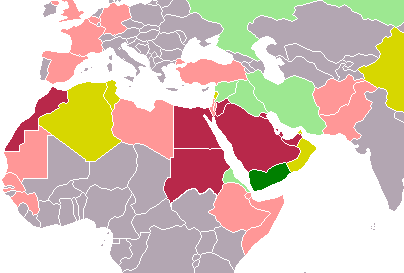
Militärintervention im Jemen und internationale Reaktionen:
Jemen: Regierung Hadi und Rebellen
Militärisch intervenierende Staaten (ohne USA)
Die Huthi-Rebellen unterstützende Staaten
Die Militärintervention unterstützende Staaten
Neutrale Staaten
Unbekannt oder nicht reagierende Staaten

Die vom sunnitischen Königshaus in Saudi-Arabien gestarteten Luftangriffe auf schiitische Huthi-Rebellen im Jemen wurde am 26. März 2015 von mehreren anderen arabischen Staaten unterstützt und von den westlichen Staaten USA, Großbritannien und der Türkei unterstützt oder begrüßt. Auf gemischte Reaktionen traf die Militärkampagne dagegen in Iran, in Russland und in China.
Saudi-Arabien und die zunächst neben Saudi-Arabien an der Militärintervention beteiligten Golfstaaten Bahrain, Kuwait, Katar und die Vereinigten Arabischen Emirate (VAE) verkündeten in einer gemeinsamen Erklärung, die Militärintervention gegen die Huthi-Miliz sei auf Bitten des jemenitischen Präsidenten Abed Rabbo Mansur Hadi erfolgt, um „den Jemen und sein Volk vor der Aggression der Huthi-Miliz zu beschützen“. Auch Jordanien, der Sudan, Marokko und Ägypten bestätigten, dass sie sich an dem Angriff beteiligen wollen. Die Golfstaaten drängten auch die „internationale Gemeinschaft“ zum Handeln. Jordanien brachte in der Nacht zum 7. April einen Resolutionsentwurf in der UN-Generalversammlung ein, der ein Waffenembargo gegen die Führung der Rebellen und ihre Verbündeten sowie Sanktionen gegen Huthi-Chef Abdulmalik al-Huthi und Salihs Sohn Ahmed vorsah. Außerdem fordern die Golfstaaten einen Rückzug der Rebellen aus Sanaa, ebenso wie aus allen anderen seit 2013 eroberten Gebieten im Jemen. Nicht erwähnt wurden in dem Resolutionsentwurf die russischen Forderungen nach Kampfpausen zu humanitären Zwecken.
Angesichts zahlreicher ziviler Opfer, der Zerstörung der Infrastruktur und der katastrophalen humanitären Situation im Jemen wuchs im April die Kritik an den arabischen Luftangriffen. Besonders Iran kritisierte die Militärintervention. Die UNO, Russland sowie das Internationale Komitee vom Roten Kreuz (IKRK) forderten zumindest eine Aussetzung der Kämpfe zur Lieferung von Hilfsgütern.
Zu einem im April von Iran der UN vorgelegten Vier-Punkte-Friedensplan äußerten sich westliche Regierungen und arabische Diplomaten zurückhaltend und erklärten, Iran sei kein neutraler Friedensmakler.
- Arabische Liga – Die Arabische Liga erklärte, sie stehe „geschlossen“ hinter den Koalitions-Luftangriffen.[65] Der Generalsekretär der Arabischen Liga, Nabil Elaraby, erklärte, er stehe hundertprozentig hinter den Angriffen.[16]
- Europäische Union – Die EU-Außenbeauftragte Federica Mogherini forderte alle Beteiligten auf, Verhandlungen aufzunehmen.[106] „Ich bin überzeugt, dass militärisches Handeln keine Lösung ist“, sagte Mogherini am 26. März 2015.[106][107] „Zu diesem kritischen Zeitpunkt sollten alle Akteure verantwortlich und konstruktiv darauf hinarbeiten, die Bedingungen für Verhandlungen zu schaffen“, so ihr Appell.[106] Sie warnte, die Kriegshandlungen könnten „schwerwiegende regionale Konsequenzen“ haben.[16]
- UNO – UN-Generalsekretär Ban Ki-moon äußerte sich im April besorgt über die Luftangriffe. Diese hätten eine innenpolitische Krise in einen gewaltsamen Konflikt verwandelt – mit dem Risiko tiefer und langanhaltender Folgen für die Region. Er rief alle Länder in der Region auf, jenseits der eigenen Prioritäten das jemenitische Volk zu unterstützen. Dringend benötigte Hilfe müsse geliefert werden.[12]

Der UN-Sicherheitsrat verhängte am 14. April 2015 de facto ein Waffenembargo für die Huthi-Rebellen im Jemen und ihre Verbündeten. Das Gremium setzte den Sohn des früheren Präsidenten Ali Abdullah Saleh, Ahmed Saleh, und einen Huthi-Anführer auf eine Schwarze Liste, auf der seit November 2014 bereits die Namen des Ex-Präsidenten Ali Abdullah Saleh selbst sowie zwei weiterer Huthi-Anführer standen, so dass faktisch alle Huthi-Kämpfer und die salihtreuen Soldaten betroffen waren, die gegen die jemenitische Regierung kämpften. Gleichzeitig forderte er die Huthi-Miliz zum Rückzug aus den von ihnen besetzten Gebieten auf. Für die von Jordanien vorgelegte Resolution stimmten 14 der 15 Mitglieder des Gremiums – Russland enthielt sich, nachdem es sich vor der Abstimmung im UN-Sicherheitsrat vergeblich dafür ausgesprochen hatte, ein Waffenembargo nicht nur gegen die Huthi-Miliz, sondern gegen alle Konfliktparteien zu verhängen. Der Resolutionsentwurf sah auch vor, Strafmaßnahmen gegen den Rebellenchef Abdulmalik al-Huthi und den ältesten Sohn des mit den Aufständischen verbündeten ehemaligen Präsidenten Ali Abdullah Saleh zu verhängen. Beide Männer sollen demnach einem Reiseverbot unterliegen, ihre Vermögen eingefroren werden. Der Resolutionsentwurf für den UN-Sicherheitsrat war von Saudi-Arabien und anderen Golfstaaten ausgearbeitet worden.
Nach dem einseitig gegen die Huthi-Rebellen und ihre Verbündeten verhängten Waffenembargo und dem darauf folgenden Rücktrittsgesuch des UN-Sondergesandten Jamal Benomar rief Ban Ki-moon alle Konfliktparteien im Jemen zu einer sofortigen Waffenruhe auf: „Die Saudis haben mir zugesagt, dass sie verstanden haben, dass es einen politischen Prozess geben muss“, sagte Ban. „Ich rufe alle Jemeniten auf, sich mit gutem Willen zu beteiligen.“
- Ägypten – Ägypten erklärte am 26. März 2015, es leiste politische und militärische Unterstützung für das Vorgehen Saudi-Arabiens und seiner verbündeten Golfstaaten gegen die Huthi-Kämpfer.[23][107] Das Außenministerium gab bekannt, man stehe bereit, falls Bodentruppen gebraucht würden.[16][107][114] Eine ägyptische Militärquelle sagte am 26. März, Ägypten sei an der Militärkampagne mit See- und Luftstreitkräften beteiligt.[107][114]

Der ägyptische Präsident Sisi erklärte, eines der vorrangigen Ziele der Militärintervention im Jemen sei die Sicherung der Meeresstraße zwischen dem Roten Meer und dem Golf von Aden: „Die Sicherung des Schifffahrtsverkehrs im Roten Meer und der Schutz der Meerenge Bab al-Mandab ist eine der obersten Prioritäten für Ägyptens nationale Sicherheit“, so Sisi.
- Belgien – Der belgische Außenminister Didier Reynders erklärte, die Militäroperation im Jemen bestätige erneut die Notwendigkeit, auf regionaler Ebene tätig zu werden, um die Gefahr von Instabilität und Unsicherheit einzudämmen. Die Allianz auf regionaler Ebene sei die erste Aufgabe bei der Eindämmung von Konflikten.[107]
- Volksrepublik China – Das chinesische Außenministerium teilte am 26. März 2015 seine tiefe Besorgnis über die Zuspitzung der Lage im Jemen mit. China fordere alle Parteien dazu auf, in Übereinstimmung mit den Resolutionen des UN-Sicherheitsrates für den Jemen zu handeln, den Streit schnell durch Dialog zu lösen, die aktuelle Krise zu lösen und Stabilität und Normalität im Jemen zu einem frühen Zeitpunkt wiederherzustellen.[107] China schloss sich den Aufrufen für eine Waffenruhe im umkämpften Jemen an.[77] Am 18. April 2015 teilte das chinesische Außenministerium, Chinas Staatspräsident Xi Jinping habe in einem Telefonat mit Saudi-Arabiens König Salman angeboten, in enger Abstimmung mit allen Konfliktparteien eine Resolution zur Beendigung der kriegerischen Auseinandersetzungen vorzubereiten. Alle Beteiligten sollten sich an die Entscheidungen des Sicherheitsrates der Vereinten Nationen halten und die Vorschläge des Golf-Kooperationsrates beherzigen, um eine rasche Rückkehr zur Normalität zu ermöglichen.[93][95][105]

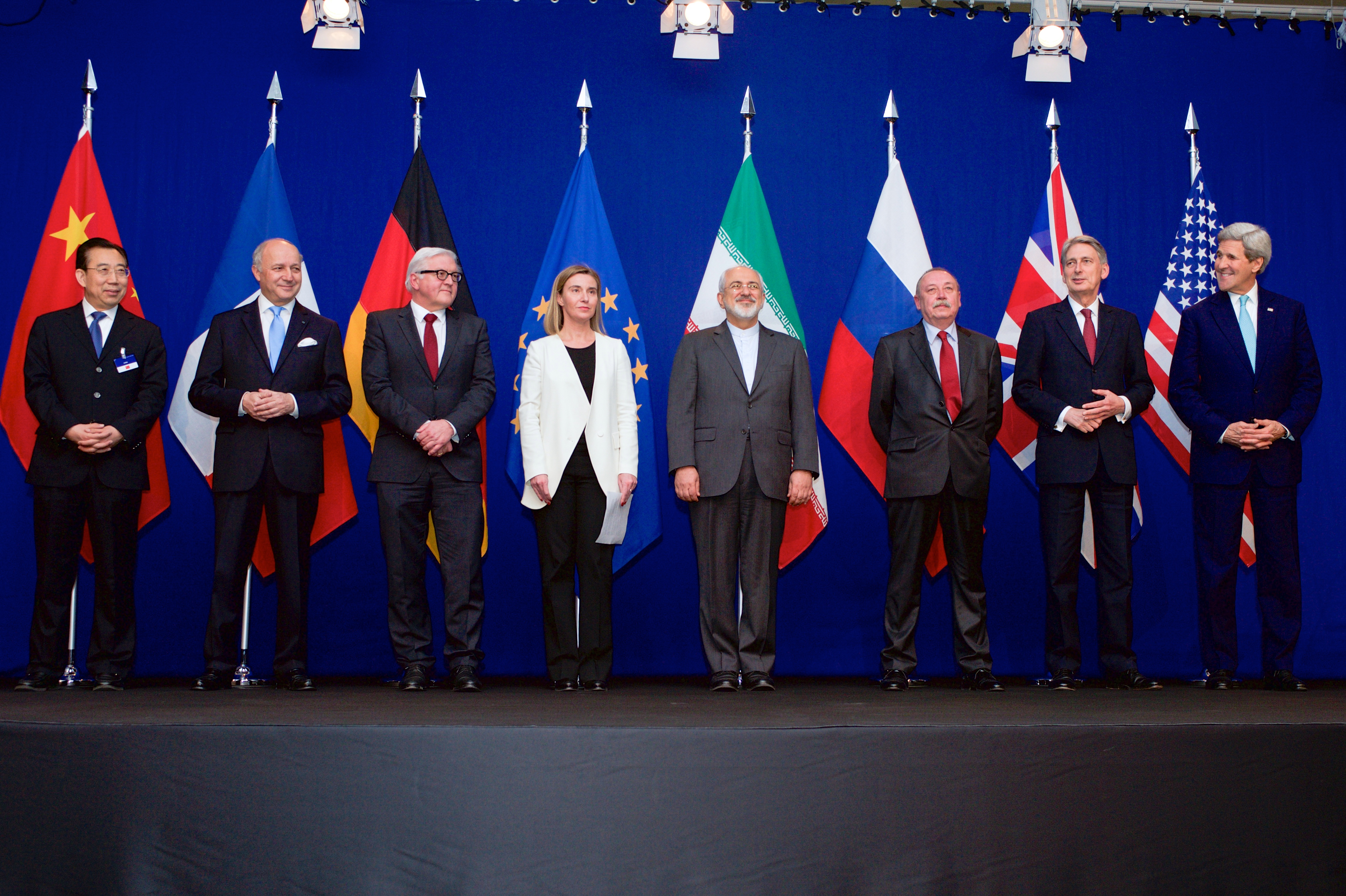
Der deutsche Außenminister Frank-Walter Steinmeier (3. v. links) mit seinen Amtskollegen der P5+1-Staaten und Irans nach den Atomverhandlungen mit Iran in Lausanne (2. April 2015)

- Deutschland – Der deutsche Bundesaußenminister Frank-Walter Steinmeier sagte gegenüber der „Bild“-Zeitung, er habe „Verständnis für das saudische Vorgehen“.[115][116] Die Lage sei gefährlich und er hoffe, dass sich die Situation nicht in einen breit geführten Krieg ausbreite.[65] Er warnte vor einer Gefährdung der Atomverhandlungen mit Iran wegen des Konflikts im Jemen.[25] Während des Treffens der Außenminister der G7-Staaten am 15. April 2015 sagte er, es gebe „Verständnis für das Vorgehen Saudi-Arabiens“, doch würden er und seine Kollegen auch Anlass sehen, „darüber nachzudenken, wie wir schnellstmöglich zu Wegen für eine politische Lösung zurückkommen“.[117] Medienangaben zufolge beschäftigte sich die Bundesregierung in der zweiten Aprilhälfte damit, Wege für eine internationale Konferenz zur Beendigung des Bürgerkriegs im Jemen zu finden. Steinmeier sagte, es werde „eine Atempause“ und ein „Weg hin zu politischen Gesprächen“ benötigt, er habe nicht den Eindruck, dass sich der Konflikt auf militärischem Wege lösen lasse.[91]

Unions-Fraktionschef Volker Kauder beglückwünschte den ägyptischen Präsidenten Sisi am 30. März 2015 bei einem Treffen, nachdem die Arabische Liga beschlossen hatte, eine panarabische Eingreiftruppe zu bilden, und sagte, dies könne die Region stabilisieren. Der Tagesschau gegenüber sagte Kauder: „Ja, das ist eine ganz gute Idee und ich habe dem Präsidenten Sisi auch dazu gratuliert, dass man aus der Region heraus sich der Probleme annimmt und nicht darauf setzt, dass von außen Dinge kommen.“
- Frankreich – Frankreich verkündete am 26. März 2015, es stehe an der Seite seiner Partner, bis der Yemen sich wieder stabilisiere. Es beschrieb die Operation Decisive Storm als eine Reaktion auf die Anfrage der „rechtmäßigen“ Behörden des Jemen.[107]

Der französische Außenminister Laurent Fabius bekräftigte die Solidarität Frankreichs mit dem „legitimen Präsidenten“ Hadi.
- Indonesien – Indonesien wurde Mitte April 2015 von der Organisation für Islamische Zusammenarbeit (OIC), der weltgrößten islamischen Vereinigung, zur Vermittlung im Konflikt aufgerufen. Die indonesische Regierung erklärte, dazu solle die für die darauffolgende Woche anberaumte asiatisch-afrikanische Konferenz in Jakarta genutzt werden.[49]

Am 20. April 2015 verurteilte die indonesische Außenministerin Retno Marsudi den Bombenangriff der saudisch geführten Militärallianz auf ein Waffenlager außerhalb von Sanaa, bei dem Dach und Fenster der indonesischen Botschaft zerstört worden seien. Die Botschaft sei zwar nicht Ziel der Bombardierung, aber von dieser betroffen gewesen.
- Irak – Der Außenminister der schiitisch geführten Regierung im Irak, die im Irak mit westlicher und iranischer Unterstützung gegen sunnitische Dschihadisten kämpfte, Ibrahim al-Dschafari, stellte sich gegen die saudisch geführten Luftangriffe gegen die Huthis und sagte, eine Militärintervention stelle keine Lösung dar. Er unterstütze ein „friedliches“ Vorgehen für den Jemen. Vor dem Treffen der arabischen Außenminister in Ägypten erklärte er gegenüber der Presse: „Wir sind nicht für die Angriffe und wir sind gegen eine ausländische Intervention.“ Weiter sagte er: „Ich glaube nicht, dass militärische Lösungen der Beginn einer Resolution sein können. Wir unterstützen friedliche Lösungen.“[107]

Der irakische Regierungschef Haider al-Abadi kritisierte am 15. April 2015 den Militäreinsatz Saudi-Arabiens im Jemen scharf. Dieser sei „ohne Logik“ und laufe Gefahr, einen größeren Konflikt in der Region zu schüren. Saudi-Arabien mische sich ein, um „die Möglichkeiten des Jemen zu zerstören“. Er befürchte zudem Konsequenzen für den Irak: „Wir wissen nicht, was die Saudis danach tun wollen. Eine Regionalmacht aufbauen, die intervenieren kann, wo auch immer sie will? Steht der Irak auf ihrer Liste?“

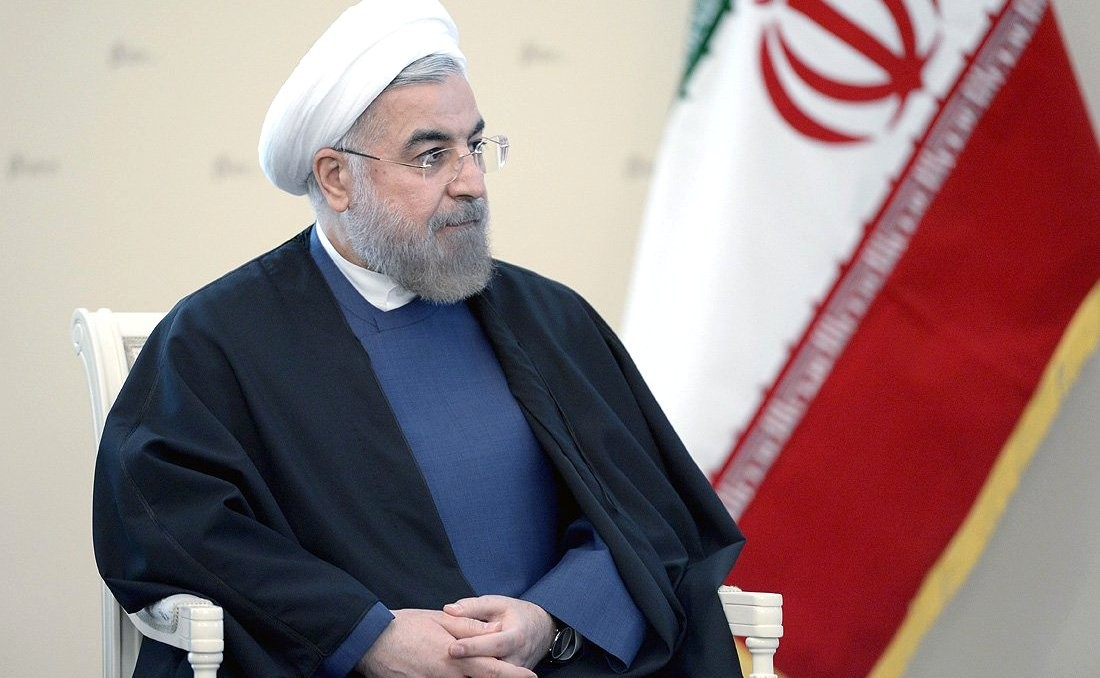
Der iranische Präsident Hassan Rohani (Foto: 2014)

- Iran – Die Offensive im Jemen unter Führung von Saudi-Arabien stieß bei Iran auf scharfe Kritik.[16]

Der iranische Außenminister Mohammed Dschawad Sarif forderte einen sofortigen Waffenstillstand und erklärte: „Militäraktionen von außerhalb gegen Jemens territoriale Integrität und sein Volk werden nur noch mehr Blutvergießen und Tote nach sich ziehen“. Sarif wurde mit den Worten zitiert: „Wir werden alle notwendigen Maßnahmen ergreifen, um die Krise im Jemen unter Kontrolle zu bringen“ oder „Wir werden alle Bemühungen daran setzen, die Krise im Jemen unter Kontrolle zu bringen.“ Die Luftangriffe müssten sofort aufhören, weil sie gegen Jemens Souveränität verstießen. Am 8. April warb Sarif in Pakistan um Unterstützung für eine Verhandlungslösung im Jemen. Er erklärte, Iran sei bereit, Friedensgespräche zu vermitteln, die zu einer breit aufgestellten Regierung im Jemen führen könnten. Sarif rief zudem zu einem Waffenstillstand auf, um humanitäre Hilfe zu ermöglichen. Er forderte für den Jemen „eine umfassende politische Lösung, die zu einer inklusiven Regierung“ führe, die im „jemenitischen Dialog“ gebildet werden solle. Sarif schrieb in einem Brief an UN-Generalsekretär Ban Ki-moon über die nach Ansicht Irans „sinnlosen Luftangriffe“ Saudi-Arabiens und seiner Verbündeten, die Bombardierungen zerstörten Schulen, Krankenhäuser und andere zivile Infrastruktur. Hauptnutznießer der Angriffe seien zudem terroristische Gruppen. „Diese kritische Situation eskaliert und die humanitäre Krise im Jemen kommt katastrophalen Dimensionen näher“, so Sarif. „Sie dürfte in weiterer Verschlimmerung der bereits angespannten Umstände in einer Region resultieren, die von einer der barbarischsten Arten von Extremismus und vielfältiger bösartiger Kampagnen von aus dem Ausland unterstützten Terroristen geplagt ist.“ Die UN müsse eine Waffenruhe durchsetzen, eine militärische Lösung des Konflikts sei nicht möglich. Jegliche „ausländischen Militärattacken“ müssten beendet werden, um humanitäre Hilfe zu gewährleisten und einen jemenitisch geführten nationalen Dialog zu ermöglichen. Iran sei bereit, den UN bei diesen Bemühungen zu helfen. Der Brief an die UN enthielt zudem einen Vorschlag für einen Vier-Punkte-Plan zur Befriedung des Konflikts im Jemen, der einen Waffenstillstand, die umgehende Bereitstellung humanitärer Hilfen, Dialog sowie die Bildung einer breit aufgestellten Regierung der nationalen Einheit vorsah. Am 20. April 2015 sprach sich Sarif in einem Gastbeitrag in der New York Times für Verhandlungen zur Beendigung des Konflikts aus.
Der Vorsitzende des parlamentarischen Ausschusses für Außenpolitik und nationale Sicherheit, Mansour Haghighatpour, merkte an: „Saudi-Arabien hat ein großes Glücksspiel angestoßen, und das wird es mit Sicherheit verlieren.“, wobei er mit dem englischen Ausdruck „Great Gamble“ auf den Great Game genannten Wettstreit der europäischen Kolonialstaaten im 19. Jahrhundert um die Vormachtstellung in Afrika, Asien und dem Nahen und Mittleren Osten anspielte und dessen Ausgang durch die Abwandlung des Begriffes „Gamble“ („Spiel“) zu „Gamble“ („Glücksspiel“) den Ausgang als ungewiss darstellte.
Der iranische Präsident Hassan Rohani sagte bei einem Besuch des türkischen Staatspräsidenten Recep Tayyip Erdoğan in Teheran in Bezug auf die iranische und türkische Position zur Jemen-Krise: „Wir sind uns einig, dass der Krieg dort beendet werden sollte und wir dem Land helfen sollten, zurück zu Frieden und Sicherheit zu finden.“ In einer Fernsehrede im April 2015 forderte er ein Ende der Luftangriffe auf die Huthi-Rebellen und sprach sich für eine politische Lösung aus. Medienberichten zufolge soll Ruhani angeblich die USA gewarnt haben, im Jemen die gleichen Fehler wie in Syrien zu machen. Ohne ein Land beim Namen zu nennen, sagte er in Anspielung auf die Lage im Irak und Syrien: „Ihr habt gelernt, dass es falsch ist. Ihr werdet lernen, früher oder später, dass ihr auch im Jemen einen Fehler macht.“ Rohani versicherte, Iran strebe nicht nach regionaler Vorherrschaft. Am 18. April 2015 kritisierte Ruhani die Luftangriffe der saudi-arabischen Koalition im Jemen in einer vom Fernsehen übertragenen Rede bei einer Militärparade scharf und forderte erneut eine politische Lösung des Konflikts. Ruhani sagte, Saudi-Arabien werde deswegen eine „Saat des Hasses“ ernten: „Was bedeutet die Bombardierung unschuldiger Jemeniten?“, fragte Ruhani in Richtung der saudi-arabischen Königsfamilie. „Welche Ziele verfolgt ihr? Wird es euch stark machen, Kinder zu töten? Ihr habt die Saat des Hasses in dieser Region gesät und ihr werdet die Antwort darauf früher oder später sehen.“ Bei einem Treffen mit der australischen Außenministerin Julie Bishop sprach sich Ruhani für die Einsetzung eines Untersuchungsausschusses durch die UN aus. Dieser solle feststellen, wie viele unschuldige Menschen durch die Angriffe der vorangegangenen drei Wochen ums Leben gekommen seien. Zumindest sollten die Saudis humanitäre Hilfe und Lieferung von Medizin und Nahrungsmitteln für die Bevölkerung wieder ermöglichen. Mit Blick auf die zahlreichen Flüchtlinge sagte Rohani, alle Seiten sollten darauf achten, dass sie sich nicht aus Verzweiflung terroristischen Gruppen anschlössen. Iran sei bereit, „mit allen Ländern in und außerhalb der Region zusammenzuarbeiten, um das Blutvergießen in Jemen zu beenden“.
Der geistliche Führer Irans, Ayatollah Ali Khamenei, verurteilte auf seiner offiziellen Webseite die Luftangriffe im Jemen als „Verbrechen, Völkermord und rechtlich verfolgbar“. Die saudi-arabische Koalition werde verlieren und die „Jemeniten werden Widerstand leisten und gewinnen.“ Khamenei griff Saudi-Arabien erstmals öffentlich in einer Rede an, indem er den Namen des Staates unmittelbar ansprach und sagte, Saudi-Arabien sei genauso schlecht wie Israel.
- Jordanien – Jordanien teilte am 26. März 2015 offiziell mit, es nehme an der Militäroperation teil um die legitime Regierung im Jemen und dessen Sicherheit und Stabilität zu unterstützen. Die Teilnahme Jordaniens sei zudem „eine Verkörperung der historischen Beziehungen zwischen dem Königreich und den Golfstaaten, insbesondere Saudi-Arabien, deren Sicherheit und Stabilität ein hohes jordanisches strategisches Interesse ist“. Jordanien unterstütze die Legitimität im Jemen und den politischen Prozess, der alle Parteien zusammen bringe.[107]

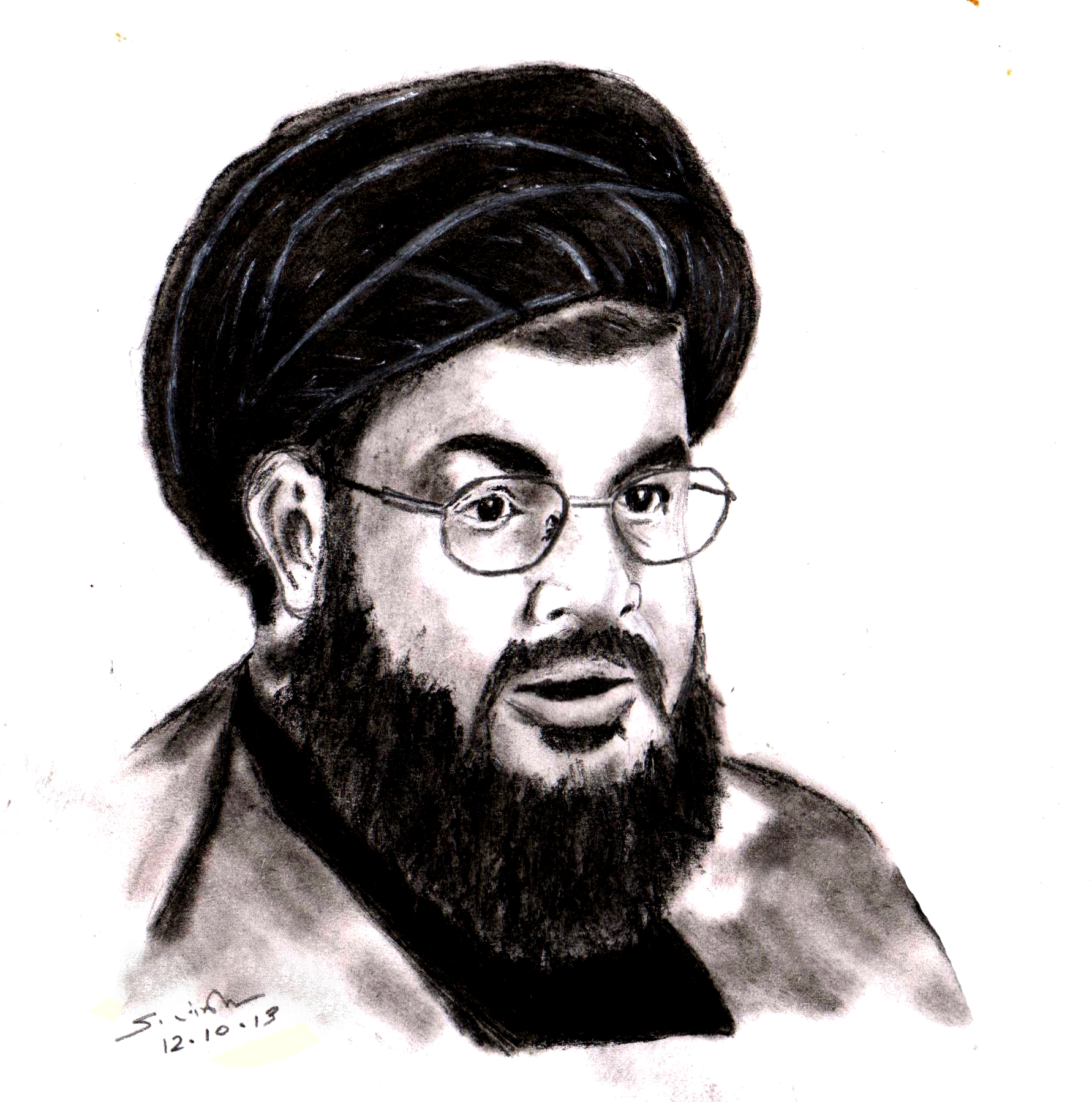
Hisbollah-Führer Hassan Nasrallah (Zeichnung)

- Libanon – Hassan Nasrallah, der Führer der libanesischen schiitischen Hisbollah-Bewegung, rief zu einer Beendigung der „Aggression“ gegen den Jemen auf. Er rief die muslimischen Länder auf, die Saudis zu drängen „den Krieg zu beenden und eine politische Lösung zu fördern“. Die durch Iran unterstützte Hisbollah hatte Saudi-Arabien und seine Alliierten aufgefordert, die Angriffe unverzüglich und bedingungslos zu stoppen.[94] In der dritten Rede über die saudisch geführten Luftangriffe im Jemen, die Nasrallah über drei Wochen nach Beginn der Militärintervention hielt, erklärte Nasrallah, das saudische Regime habe seine Ziele im Jemen verfehlt. Bei Protesten gegen die saudisch geführten Luftangriffe beschuldigte Nasrallah Saudi-Arabien, verantwortlich für die Entstehung und das Anwachsen „destruktiver Takfir-Ideologien“ zu sein, die Saudi-Arabien über Bücher, Fatwas und Schulen bei jugendlichen Muslimen in der ganzen Welt verbreite. „Al-Qaida und seine Zweige – al-Nusra-Front, ISIL, Boko Haram, al-Shabab“, so Nasrallah, seien in ihrer Ideologie klar erkennbar in Saudi-Arabien entstanden. In Bezug auf Jemen fügte er hinzu, es sei an der Zeit gewesen, dass „Muslime und Araber“ Saudi-Arabien erzählten, dass es genug sei. Der politische Analyst und Hisbollah-Experte Nicholas Noe wies darauf hin, die Hisbollah habe nie zuvor in solcher Weise öffentlich über Saudi-Arabien gesprochen und es über Jahrzehnte vorsichtig vermieden, die saudische Herrscherfamilie anzugreifen. Die Hisbollah scheine der Meinung zu sein, „dass das saudische Projekt in der Region einen Umkehrpunkt erreicht“ und zu glauben, dass Saudi-Arabien selbst einen verheerenden Fehler begangen habe, der zum Ruin der saudischen Herrscherfamilie führen könne. Die Hisbollah fühle sich nun frei, ihren Gegensatz zu den Saudis zu äußern.[126]

Die als Nutznießerin Saudi-Arabiens geltende Zukunftsbewegung bezichtigte die Hisbollah, einen „Sturm des Hasses“ und das „Image des Libanons zu trüben“. Die Hisbollah ignoriere, ihre Loyalität „Iran statt der arabischen Nation gegenüber“ zu verkünden.
- Marokko – Marokko verkündete durch seinen Außenminister am 26. März 2015 nach dem Beginn der Militäroffensive im Jemen durch Saudi-Arabien seine Unterstützung und „vollständige und absolute Solidarität mit Saudi-Arabien und dessen Rückhalt der Legitimität des Jemen“ und fügte hinzu, Saudi-Arabien habe das Recht dazu, sich selbst gegen bevorstehende Bedrohungen zu „verteidigen“.[107]
- Pakistan – In einer pakistanischen Regierungsmitteilung im April hieß es, Pakistan stehe „Schulter an Schulter“ mit Saudi-Arabien, sollte das Territorium des Königreichs verletzt werden. Muslimische Länder wurden aufgerufen, „Zurückhaltung zu üben und einen Geist gegenseitiger Zugeständnisse zu fördern“.[39] Nach tagelangen Debatten stimmten die Abgeordneten in Pakistan am 10. April dafür, dass Pakistan in dem Konflikt neutral bleiben solle und lehnten eine Kampfbeteiligung im Jemen ab. In der vom Parlament beschlossenen Resolution hieß es, falls der Konflikt im Jemen zu einem radikalen religiösen Krieg werde, wäre dies für die ganze Region, auch Pakistan, kritisch. Die „internationale Gemeinschaft“ müsse ihre Bemühungen für Frieden im Jemen verstärken. Ziel sei eine sofortige Feuerpause. Pakistan solle eine führende diplomatische Rolle zur Beendigung der Krise einnehmen. Die Konfliktparteien im Jemen wurden aufgerufen, die Auseinandersetzung durch friedlichen Dialog zu lösen. Auch wenn sich die Abgeordneten gegen eine Teilnahme an den Luftangriffen aussprachen, drückten sie Saudi-Arabien ihre uneingeschränkte Unterstützung zu. Im Falle einer Verletzung der Grenzen des saudischen Königreichs oder einer Bedrohung des im Islam als heiligster Ort verehrten Mekka werde Pakistan Schulter-an-Schulter mit Saudi-Arabien und seinem Volk stehen.[12]
- Russland – Russland drückte seine „Besorgnis“ über die Lage im Jemen und die Souveränität und Einheit des Landes aus, die es immer unterstützt habe. Es rief alle Parteien auf, vom Gebrauch der Waffengewalt abzulassen. Ein Ausgleich in der Krise könne nach Ansicht Russlands nicht ohne einen breiten nationalen Dialog erreicht werden. Russland werde weiter eng über alle Kanäle mit allen Seiten in der Krise Jemens kommunizieren, einschließlich der UN, um friedliche Lösungen zur Beendigung des bewaffneten Konflikts im Jemen zu finden.[107] Nach einer Deutung in dem sich als „sozialistische Tageszeitung“ verstehenden Neuen Deutschland stellte sich Russland auf die Seite der jemenitischen Huthi-Verbände.[127] Es verlangte eine Waffenruhe aus humanitären Gründen.[77][9][127] Mit Hilfe der Vereinten Nationen wollte Russland die von Saudi-Arabien geführten Luftangriffe im Jemen stoppen und legte am 4. April dem UN-Sicherheitsrat einen Resolutionsentwurf für eine „humanitäre Feuerpause“ vor. Der eingebrachte Resolutionsentwurf sollte ermöglichen, Ausländer aus dem Jemen in Sicherheit zu bringen und bedürftigen Menschen Hilfe zukommen zu lassen und wurde durch das Rote Kreuz unterstützt.[78]

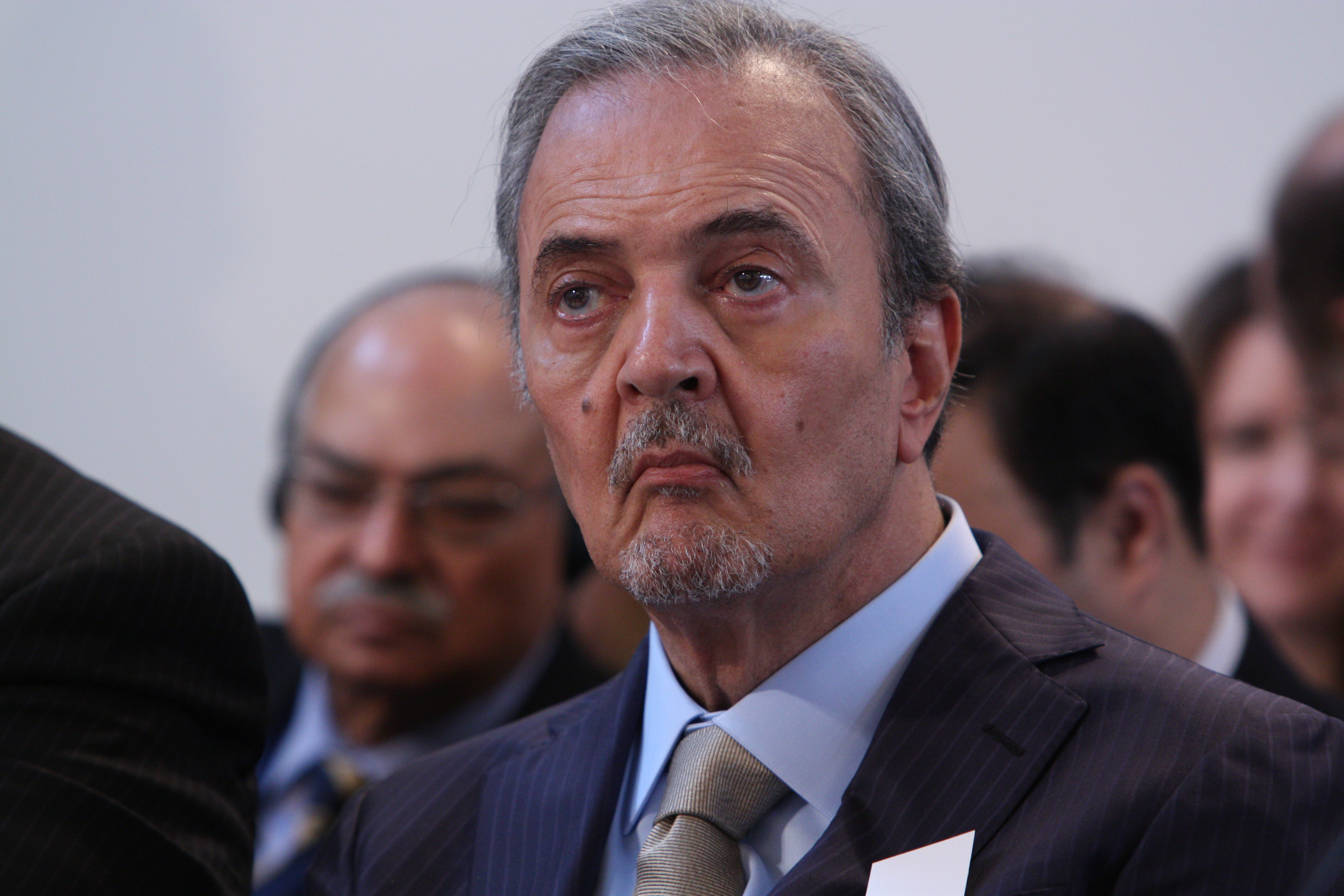
Saud ibn Faisal, bis Ende April 2015 Außenminister Saudi-Arabiens

- Saudi-Arabien – Die Regierung Saudi-Arabiens hatte schon vor der Militärintervention erklärt, sie würde die „notwendigen Maßnahmen“ ergreifen, sollte der „Putsch der Huthis“ nicht friedlich enden.[101] Der zu diesem Zeitpunkt saudi-arabische Botschafter in den USA, Adel al-Dschubeir, erklärte, die Militäraktion habe mit Luftangriffen begonnen, könne aber ausgeweitet werden. Saudi-Arabien begründete die Einsätze mit dem Schutz der legitimen Regierung im Jemen und drohte nach Angaben aus Regierungskreisen mit einer Bodenoffensive.[106]

Saudi-Arabiens König Salman ibn Abd al-Aziz stimmte die arabischen Staaten auf einen langen Krieg im Jemen ein. Er verkündete: „Wir werden diese Operation so lange fortsetzen, bis wieder Sicherheit und Stabilität im Jemen herrschen“. Er erklärte die Bereitschaft Saudi-Arabiens, sich mit Parteien des Jemen zu treffen. Mit Blick auf Iran behauptete König Salman: „Die Houthi-Miliz hat fremde Kräfte hervorgerufen, um die Sicherheit einer ganzen Region zu schwächen“.
Die Forderung Irans nach einem Ende der Luftangriffe auf die Huthi-Kämpfer im Jemen wies Saudi-Arabien zurück. Der saudische Außenminister Saud ibn Faisal sagte: „Iran hat nicht die Verantwortung im Jemen“. Die Offensive sei stattdessen von 35 auf 120 Angriffe am Tag ausgeweitet worden.
Nachdem der irakische Regierungschef Saudi-Arabien Mitte April beschuldigte, den Jemen gezielt zu destabilisieren, sagte der saudische Botschafter in den USA, Adel al-Jubeir, die Iraker sollten sich um Belange in ihrem eigenen Land kümmern. Saudi-Arabien habe keine Bestrebungen jenseits seiner Grenzen, abgesehen von „Sicherheit und Stabilität im Jemen“.
Kurz nachdem die jemenitische Exil-Regierung Hadi die „internationale Gemeinschaft“ in einem Brief an den UN-Sicherheitsrat zur Entsendung von Bodentruppen aufgefordert hatte, behielt sich Saudi-Arabien am 6. Mai 2015 vor, auch mit Bodentruppen in den Bürgerkrieg im Jemen einzugreifen. Der saudi-arabische Militärsprecher Ahmed Asseri sagte, es würden alle Optionen zur Bekämpfung der Huthi-Rebellen geprüft: „Auch eine Boden-Operation ist möglich“. Asseri machte keine konkreten Angaben dazu, ob Saudi-Arabien der Bitte der jemenitischen Regierung nachgekommen werde, Truppen insbesondere zur Stabilisierung der Stadt Aden zu entsenden.
- Somalia – Die somalische Bundesregierung unterstützte die saudisch geführte Militäroperation und bot an, somalischen Luftraum und somalische Gewässer zur Verwendung gegen die Huthi-Kämpfer zur Verfügung zu stellen. Zudem gestattete die Bundesregierung Somalias sudanesischen Militärflugzeugen die Verwendung des Luftwaffenstützpunkts Berbera für Angriffe auf Huthi-Rebellen im Jemen.[131]
- Syrien – Der in den Vereinigten Arabischen Emiraten sitzende Nachrichtensender al-Arabiya zitierte als syrische Reaktion auf die Militärintervention die syrische staatliche Nachrichtenagentur SANA mit einer Meldung vom 26. März 2015: „Golf-Kriegsflugzeuge, die vom Regime der saudischen Familie geführt werden, starten eine eklatante Aggression auf den Jemen.“[107]
- Türkei – Die Türkei stellte sich hinter die von Saudi-Arabien geführte Militärintervention[106][76] und erklärte ihre Unterstützung.[107] Das türkische Außenministerium teilte mit, von Saudi-Arabien über den bevorstehenden Angriff informiert worden zu sein. Die Türkei fordere die Huthi-Rebellen und ihre „ausländischen Unterstützer“ auf, ihre „Handlungen, die die regionale Stabilität und den regionalen Frieden bedrohen“, zu stoppen.[106][107] Die türkische Regierung kritisiere alle Versuche der Rebellen, Städte im Jemen einzunehmen.[106] Zudem erwog die Türkei logistische Unterstützung der Militärintervention.[76]

Im April stellte der türkische Staatspräsident Recep Tayyip Erdoğan klar, dass er sein Land in einer Vermittlerrolle und nicht als Kriegspartei sieht.
Der türkische Parlamentspräsident Cemil Çiçek sprach sich während eines Besuchs in Moskau im April für die Organisation von Friedensgesprächen zwischen den Konfliktparteien in Istanbul oder Riad aus.
- Vereinigte Arabische Emirate – Der Außenminister der VAE, Anwar Gargash, teilte am 26. März 2015 mit, die VAE betrachteten die Intervention im Jemen als eine Notwendigkeit, in Anbetracht einer militärischen Bedrohung der Staaten des Golf-Kooperationsrats durch die Machtübernahme der Huthi-Gruppe in weiten Teilen des Jemen. Auf Twitter schrieb er, es gehe ein strategischer Wandel in der Region im Interesse Irans vor sich, der von den Al-Huthis vollzogen werde und nicht ignoriert werden könne. Der Übergriff der Al-Huthis habe alle politischen Optionen erschöpft.[107]
- Vereinigtes Königreich – Großbritannien begrüßte die Militäroffensive.[106] Es sicherte der von Saudi-Arabien angeführten Koalition ihre Unterstützung zu, schloss eine Beteiligung an den Kämpfen aber aus.[65] In einem Statement des britischen Außenministeriums hieß es am 26. März 2015, man unterstütze die saudi-arabische Militärintervention als Folge des Aufrufes von Präsident Hadi, „Jemen mit allen Mitteln und Maßnahmen zu schützen und die Huthiaggresion zurückzuhalten“.[106][107] Wie der UN-Sicherheitsrat deutlich gemacht habe, handle es sich bei Präsident Hadi um den legitimen Präsidenten des Jemen. Großbritannien bezeichnete die jüngsten Aktionen und Ausdehnung der Huthis in Aden und Taizz als „weiteres Zeichen für ihre Geringschätzung für den politischen Prozess“.[107] Am 27. März sagte Außenminister Philip Hammond, Großbritannien werde den saudisch geführten Überfall auf die jemenitischen Rebellen „in jeder praktischen Weise abgesehen von Kampfeinsätzen“ unterstützen. Er bestätigte, dass die Saudis bereits mit in Großbritannien gebauten Flugzeugen für die Militärintervention über dem Jemen Einsätze fliegen würden. Er wiederholte, dass Großbritannien hinter der Militärintervention stehe. Großbritannien sei zwar nicht direkt involviert, doch könne sich dies ändern, zumal es eine langjährige Beziehung zu den bewaffneten saudischen Kräften habe, insbesondere zu der Royal Saudi Air Force. Großbritannien verfüge über eine bedeutende Infrastruktur zur allgemeinen Unterstützung der saudischen Luftwaffe und werde, falls es gebeten werde, erweiterte Unterstützung zur Verfügung zu stellen – wie mit Ersatzteilen, Wartung, technischer Beratung – dies auch zu tun versuchen.[133][134]

Großbritanniens stellvertretender UN-Botschafter Peter Wilson sagte, Großbritannien werde die Luftangriffe auf die Rebellen weiter unterstützen. Er räumte ein, zivile Opfer müssten unbedingt vermieden werden, erklärte jedoch die Huthis für die Situation für verantwortlich: „Aber es ist auch äußert wichtig festzustellen, wie wir in diese Situation gekommen sind: Weil die Huthis immer und immer wieder Waffenruhen verletzt, militärische Aktionen angezettelt und zur Gewalt gegriffen haben, statt sich an den politischen Gesprächen zu beteiligen.“

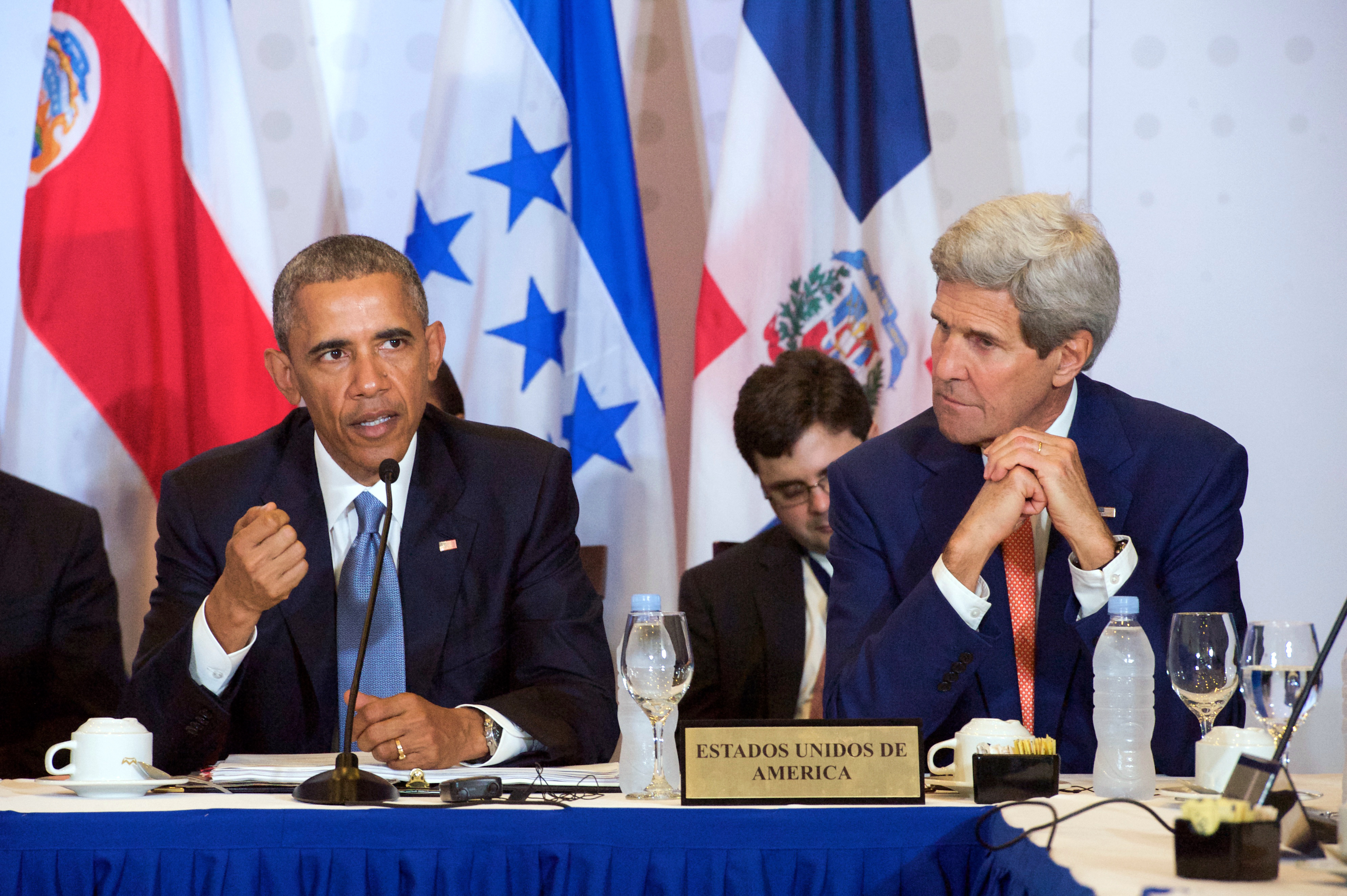
US-Präsident Barack Obama (links) und US-Außenminister John Kerry (Foto: April 2015)

- Vereinigte Staaten – Das US-Außenministerium teilte am 26. März 2015 mit, die US-Regierung habe Verständnis für die Militäraktion der Saudis, auch wenn es eine Verhandlungslösung für die Kämpfe im Jemen bevorzuge. Der Sprecher des Außenministeriums, Jeff Rathke, sagte, die US-Regierung verstehe die Beunruhigung der Saudis, die Bedrohung, die sie an ihrer Grenze spürten und auf die sie reagierten.[135] Die USA sicherten der von Saudi-Arabien angeführten Koalition ihre Unterstützung zu, schlossen am 26. März 2015 eine Beteiligung an den Kämpfen aber aus.[65] US-Außenminister John Kerry begrüßte die Militäroffensive der arabischen Alliierten[16][106] und beriet sich in einer Telefonkonferenz mit den sechs Außenministern des Golf-Kooperationsrates.[16] Nach Angaben eines ranghohen US-Diplomaten lobte Kerry in der Telefonkonferenz die „Arbeit der Koalition“.[106] Die USA unterstützten diese nach den Worten Kerrys mit der Weitergabe von Geheimdienstinformationen sowie logistischer Hilfe bei Luftangriffen.[106][37][16][65] Eine Sprecherin des Nationalen Sicherheitsrates der USA (NSC) erklärte am 26. März, US-Truppen seien jedoch nicht direkt involviert. Präsident Barack Obama habe die Unterstützung genehmigt, für deren Koordinierung die USA eine gemeinsame Planungsstelle mit Saudi-Arabien aufbauen würden. Die US-Regierung stehe in engem Kontakt mit Jemens Präsident Hadi.[136] Spätestens seit dem 8. April 2015 griff das US-Militär auch direkt durch Betankung saudischer Kampfflugzeuge und durch in Saudi-Arabien im Einsatz befindliche US-Militärberater ein. Im April warnte Kerry Iran davor, „weiter die Huthis zu unterstützen“.[37] Die Islamische Republik Iran müsse begreifen, „dass die USA nicht zusehen werden, wie die Region destabilisiert wird oder wie Leute über internationale Grenzen hinweg in anderen Ländern offen Krieg führen“. „Jede Woche“ kämen Flugzeuge aus Iran in den Jemen. Kerry sagte, die USA seien nicht auf eine Konfrontation mit Iran aus, würden aber zu ihren „Bündnissen und Freundschaften“ und damit den Ländern zur Seite stehen, die sich durch „Entscheidungen“ Irans bedroht fühlten.[137][82]

Ende März 2015 teilte die Sprecherin des NSC mit, US-Präsident Barack Obama habe dem saudischen Monarchen in einem Telefongespräch anlässlich der Rettung zweier saudi-arabischer Kampfpiloten durch das US-Militär die Unterstützung für den Kampf gegen die Huthi-Miliz im Jemen zugesagt. Mitte April betonte der Sprecher des NSC, Alistair Baskey, dass die USA den Einsatz Saudi-Arabiens im Jemen „entschieden unterstützen“. Obama habe das Vorgehen Saudi-Arabiens nicht kritisiert.
Die USA bezichtigten Iran gegen dessen Beteuerungen des Gegenteils, die Huthi-Rebellen mit Waffen und Ausbildern zu unterstützen. Wegen angeblicher Waffenlieferungen an die Rebellen übte die US-Regierung scharfe Kritik an der iranischen Regierung. Nachdem der iranische Außenminister Sarif sich am 20. April 2015 in der New York Times für Verhandlungen zur Beendigung des Konflikts ausgesprochen hatte, behauptete der Sprecher der US-Regierung, Josh Earnest, es sei „ironisch“, dass Iran eine diplomatische Lösung fordere, zugleich aber Waffen an eine Konfliktpartei liefere. Earnest behauptete, Iran liefere Waffen an die Huthi-Rebellen im Jemen und kritisierte scharf, Iran „destabilisiere“ damit. Iran würde fortfahren, „Waffen an eine Streitpartei zu liefern, so dass die Gewalt fortgesetzt werden kann.“

##### Rücktritt des UN-Sondergesandten für den Jemen

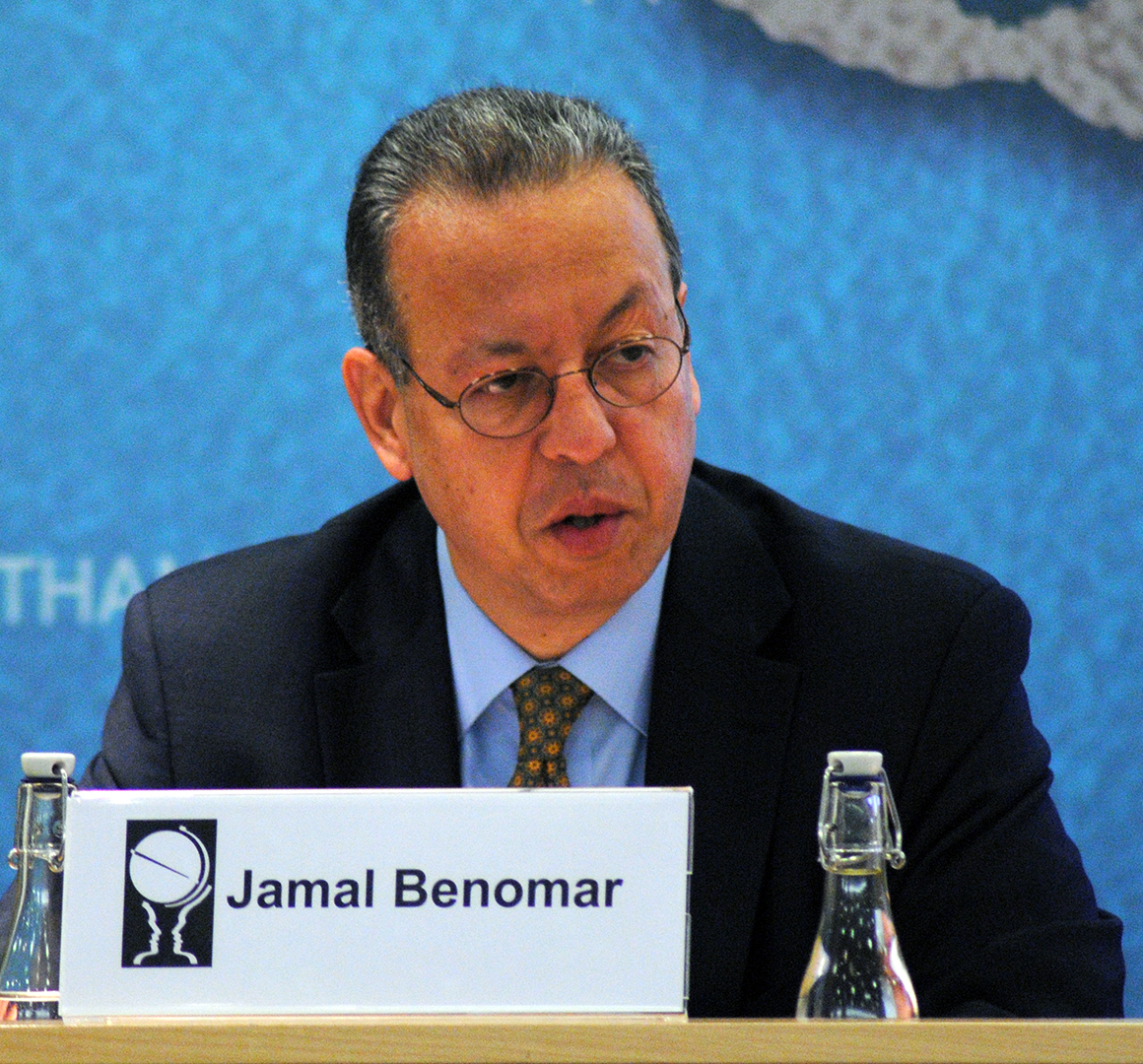
Jamal Benomar, Sondergesandter der UNO für den Jemen, der im April 2015 seinen Rücktritt einreichte.

Mitte April 2015 – und damit inmitten des eskalierenden Konflikts im Jemen – reichte Jamal Benomar seinen Rücktritt als UN-Sondergesandten für den Jemen ein. Benomar hatte seit 2011 als Jemen-Gesandter und Mediator an Gesprächen rivalisierender politischer Gruppen im Jemen mitgewirkt und war 2012 von UN-Generalsekretär Ban Ki-moon in den Rang eines Vize-Generalsekretärs erhoben worden. Im Jahr 2011 war Benomar mit der Aufgabe betraut worden, den Transitionsprozess im Jemen nach dem Arabischen Frühling zu begleiten. Der Jemen war daraufhin als politisches Musterbeispiel gelobt worden. Am 15. April 2015 räumten die UN in der Stellungnahme zum Rücktritt Benomars nun ein, dass „dieser Prozess leider durch die dramatische Gewalteskalation unterbrochen“ worden sei, die UN würden jedoch nichts unversucht lassen, den Friedensprozess wieder in Gang zu bringen.
Benomar selbst machte Medienangaben zufolge vor allem die unnachgiebige Haltung der Golfstaaten um Saudi-Arabien dafür verantwortlich, dass alle seine Vermittlungsversuche in dem Konflikt scheiterten. Auf Antrag der arabischen Staaten hatte der UN-Sicherheitsrat kurz vor seinem Rücktritt Sanktionen ausschließlich gegen die Huthi-Rebellen verhängt, die saudischen Angriffe dagegen nicht kritisiert. Medien kommentierten dazu, bei der UNO habe die Kritik Benomars „offenbar niemand hören“ wollen. Der aus dem Amt scheidende Benomar warnte am 27. April 2015 ausdrücklich vor der Gefahr, dass die Anstrengungen für ein Waffenembargo gegen den Jemen die humanitäre Krise verstärken könnten.
Bereits eine Woche vor dem Rücktrittsgesuch Benomar hatte der saudi-arabische UN-Botschafter Abdallah Al-Muallimi den Abgang Benomars Medienangaben zufolge angedeutet und vor Reportern gesagt: „Wir unterstützen die Mission des Sondergesandten des UN-Generalsekretärs weiter, wen auch immer er zum Sondergesandten ernennt, und ja, fürs erste ist das Dschamal Benomar“.
Die New York Times hatte noch vor der Bekanntgabe durch die UNO über Benomars Rücktritt berichtet. Darstellungen in den Medien zufolge zog Benomar mit seinem Rücktritt die Konsequenzen daraus, dass es ihm in rund vier Jahren nicht gelungen sei, einer friedlichen Lösung des Machtkampfes im Jemen näherzukommen. Benomars Vermittlungsversuch zu Beginn des zuletzt eskalierten Jemen-Konflikts sei ohne Erfolg geblieben. Der von den arabischen Golfstaaten protegierte und aus dem im Exil in Saudi-Arabien wirkende jemenitische Präsident Abd Rabbo Mansur Hadi habe sich zuletzt geweigert, mit Benomar länger zusammenzuarbeiten.
Laut einem namentlich nicht genannt werden wollenden UN-Vertreter soll der Anlass für das Rücktrittsgesuch gewesen sein, dass Banomar den Rückhalt der arabischen Golfstaaten verloren habe. Die Golfstaaten warfen Banomar vor, mit seinen diplomatischen Bemühungen ein Erstarken der Huthi-Milizen ermöglicht zu haben. Die Golfstaaten beschuldigten Banomar, er habe sich von den Huthis irreführen lassen, indem die Huthis ihre Offensive zur Einnahme weiterer Gebiete im Jemen vorangetrieben hätten, während sie gleichzeitig mit Banomar über eine friedliche Lösung verhandelten. Einige Medienberichte gaben als Ursache für die vor seinem Rücktrittsgesuch zuletzt lauter werdende Kritik an Benomar, vor allem aus Saudi-Arabien, an, dass „Fortschritte bei den diplomatischen Bemühungen um eine Konfliktlösung für das umkämpfte Land ausblieben“ (tagesschau.de). Im Jahr 2014 hatte Benomar einen Plan für die Machtteilung zwischen Hadis Anhängern und den Huthis ausgearbeitet. Das Abkommen hatte jedoch nur wenige Tage Bestand gehabt. Als die Rebellen den bewaffneten Kampf gegen die Regierung wiederaufgenommen hatten, hatte Benomar die Gespräche zum Ärger Saudi-Arabiens mit ihnen fortgeführt.
Aus UNO-Kreisen hieß es bereits unmittelbar nach dem Rücktrittsgesuch Benomars, Ban Ki-moon habe den mauretanischen Diplomaten Ismail Ould Cheikh Ahmed als Nachfolger auserkoren. Dieser war bereits zwei Jahre lang als humanitärer Koordinator der UNO im Jemen tätig und zuletzt Ebola-Beauftragter der UNO gewesen. Ban Ki-moon sprach sich im UN-Sicherheitsrat für Cheikh Ahmed als neuen Jemen-Sondergesandten aus. Die UN bestätigten seine Ernennung zum neuen UN-Sondergesandten für den Jemen.

##### Offener Brief von Jemen-Fachleuten im Westen
Am 16. April 2015 prangerte eine Gruppe von 18 in den USA und Großbritannien ansässigen Jemen-Gelehrten und -Experten in einem offenen Brief die fast einen Monat andauernde saudische Bombardierungskampagne im Jemen an. Sie argumentierten in dem Brief, zu dessen Unterzeichnern Akademiker an den Universitäten Harvard, Oxford und Columbia zählten, der saudisch geführte Krieg sei „nach internationalem Recht illegal“. Sie forderten die US-amerikanischen und britischen Behörden auf, eine Resolution des UN-Sicherheitsrats zu unterstützen, die einen unverzüglichen, bedingungslosen Waffenstillstand fordert. Sie fürchteten eine humanitäre Katastrophe und warnten in dem Brief, dass zu den Zielen des Feldzuges Schulen gehörten sowie Wohnhäuser, Flüchtlingslager, Wasserversorgungssysteme, Getreidelager und die Nahrungsindustrie. Darin liege das Potential für einen entsetzlichen Schaden für die gewöhnlichen Jemeniten, da fast keine Nahrung oder Medizin in das Land kommen könne.

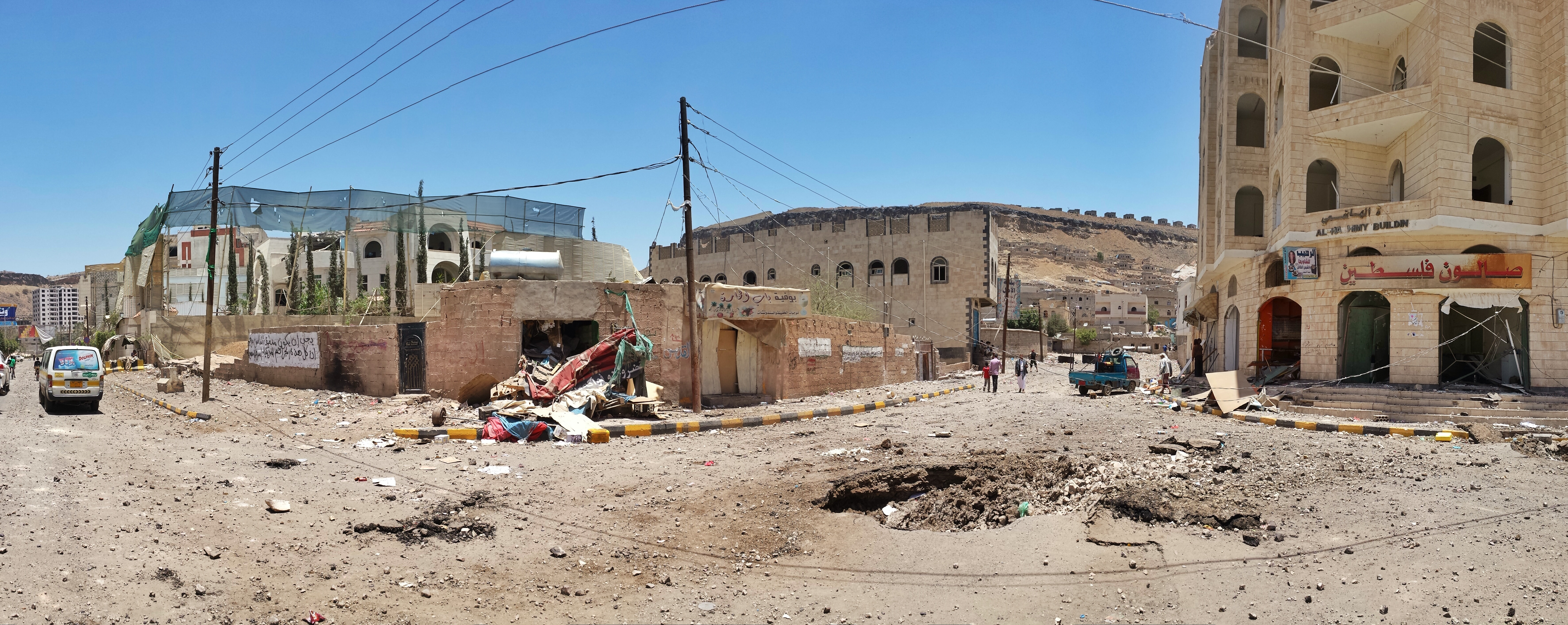
Zerstörungen in den Wohngebieten in der Nähe des Berges Attan bei Sanaa durch den Luftangriff vom 20. April 2015 während der Operation Decisive Storm (Foto: 21. April 2015)

### Bilanz (bis 21./22. April)

#### Humanitäre Auswirkungen

##### Todesopfer und Verletzte
| Erfasster Zeitraum (in Klammern: Veröffentlichung) | Zivile Todesopfer | Zivile Todesopfer | Zivile Todesopfer | Zivile Verletzte | Quellen                 |
| Erfasster Zeitraum (in Klammern: Veröffentlichung) | Gesamt            | Kinder            | Frauen            | Zivile Verletzte | Quellen                 |
| -------------------------------------------------- | ----------------- | ----------------- | ----------------- | ---------------- | ----------------------- |
| 27. März – (31. März)                              | 93                | k. A.             | k. A.             | 364              | [ 147 ]                 |
| 26. März – 7. (8.) April                           | 311               | 74–77             | 14                | 513              | [ 72 ] [ 148 ] [ 149 ]  |
| 26. März – 12. (14.) April                         | 364               | 84                | 25                | 681              | [ 150 ] [ 151 ] [ 152 ] |
| 26. März – 15. (18.) April                         | 405               | 86                | 26                | 785              | [ 153 ]                 |
| 26. März – 18. (20.) April                         | 436               | 86                | 29                | 817              | [ 154 ]                 |
| 26. März – 22. (24.) April                         | 551               | 115               | 31                | 1.185            | [ 155 ] [ 85 ] [ 156 ]  |

Es stehen Gesamtstatistiken der UN zur Verfügung, die sowohl als Zivilisten identifizierte als auch übrige Todesopfer beinhalten. Der erfasste Zeitraum für diese Statistiken beginnt am 19. März 2015, bezieht also eine Woche der Ereignisse vor Beginn der Operation Restoring Hope genannten saudi-arabisch geführten Militärintervention mit ein. Es muss auch beachtet werden, dass viele der ab dem 19. März 2015 durch die Gewalt im Jemen getöteten und verletzten Menschen nach UN-Angaben Opfer der Angriffe gegen zwei zaiditische Moscheen in Sanaa am 20. März 2015 waren, bei denen Selbstmordattentäter während der Gebete nach UN-Angaben 140 Menschen getötet und 350 verwundet hatten und für die sich der jemenitische Zweig des IS verantwortlich erklärt hatte.
Nach Angaben der Weltgesundheitsorganisation (WHO) wurden bei den Kämpfen im Jemen in den vier Wochen vom 19. März bis zum 17. April 2015 944 Kämpfer und Zivilisten getötet und etwa 3500 weitere verletzt. Die WHO erklärte, es gebe jedoch vermutlich weitaus mehr Opfer. Am 23. April 2015 gab der ständige UN-Vertreter Lembo an, dass rund 1.100 Menschen getötet wurden, doch gebe es vermutlich eine hohe Dunkelziffer.
Nach Angaben eines Sprechers des saudi-arabischen Verteidigungsministeriums vom 11. April 2015 wie des Sprechers der Anti-Huthi-Allianz vom 12. April 2015 sollten zu diesem Zeitpunkt seit Beginn der Luftangriffe der arabischen Militärallianz im Jemen 500 Huthi-Rebellen im Grenzgebiet getötet worden sein.

##### Getötete und verletzte Zivilisten
Bei den meisten Todesopfern handelte es sich um Zivilisten. Nach Angaben des Sprechers des UN-Hochkommissariats für Menschenrechte (UNHCHR), Rupert Colville, wurden im Jemen seit Beginn der von Saudi-Arabien geführten Luftoffensive am 26. März bis zum Ende der Operation Decisive Storm am 22. April 2015 mindestens 551 Zivilisten getötet, darunter laut UNICEF nach konservativen Angaben mindestens 115 Kinder, sowie 1185 Zivilisten verletzt.
Die meisten der 115 Kinder, mindestens aber 64, die zwischen dem 26. März und 20. April 2015 getötet wurden, waren laut UNICEF-Sprecher Christophe Boulierac Opfer von Luftangriffen, während 26 der Kinder durch Blindgänger-Bomben und -Minen, 19 durch Gewehrschüsse, drei durch Granatfeuer und drei durch „unbestätigte Ursachen im Zusammenhang mit dem Konflikt“ getötet worden seien. 172 Kinder wurden durch Verletzungen verstümmelt. Mindestens 140 Kinder wurden laut UNICEF in diesem Zeitraum seit dem 26. März 2015 von bewaffneten Gruppen rekrutiert.
Einigen Medienberichten zufolge sollten laut UN-Angaben bei den Kämpfen im Jemen innerhalb von zwei Wochen über 500 Zivilisten getötet worden sein.

##### Vertreibung und Flucht
Nach Angaben des ständigen UN-Vertreters Lembo vom 23. April 2015 waren rund 150.000 Menschen zur Flucht gezwungen worden, doch gebe es vermutlich eine hohe Dunkelziffer.
| Erfasster Zeitraum (in Klammern: Veröffentlichung)                                                                            | Anzahl jemenweit | Quellen |
| --- | ---------------- | ------- |
| 26. März – 11. (13.) April | 121.275          | [ 174 ] |
| 26. März – (17. April) | 150.000          | [ 175 ] |
| zusätzlich zu 330.000 vor dem Konflikt Binnenvertriebenen und 250.000 vorwiegend aus Somalia stammenden Flüchtlingen im Jemen |                  |         |

#### Militärische Wirkung
In der Zeit vom 26. März 2015 bis zur rund vier Wochen später erfolgten Verkündigung des Endes der Operation Decisive Storm hatte die Militärkoalition nach eigenen Angaben vom 19. April mehr als 2000 Luftangriffe auf die Huthi-Rebellen und ihre Verbündeten in der Armee durchgeführt, in den 25 Tagen bis zum 19. April 2.300. Der ständige Vertreter der UNO im Jemen, Paolo Lembo, der im Jemen je nach Quelle über einen Stab von 800 bis 1.000 UN-Mitarbeitern verfügte, schätzte am 23. April 2015 die Zahl der Luftangriffe im Jemen seit dem Beginn des saudisch angeführten Luftwaffeneinsatzes am 26. März auf über 4.000.
Nach der verkündeten Beendigung der Militäroffensive wurde diese von Seiten des saudischen Herrscherhauses als „erfolgreich“, von Seiten westlicher Medien dagegen als „chaotisch“ (Christoph Sydow/Der Spiegel) bezeichnet. Zwar war es dem saudi-arabischen Militär während der vierwöchigen Bombardierungen im Jemen gelungen, Waffenarsenale zu zerstören, die zuvor von den Huthis erobert worden waren, darunter ein Raketenlager in Sanaa. Doch waren die angekündigten strategischen Ziele nicht erreicht worden und es wurden in den Medien aus verschiedenen Gründen Zweifel an Planung, Präzision und Erfolg der Militäroperation angemeldet:
- Die Rebellen verloren trotz der vierwöchiger Luftangriffe kaum Territorium und kontrollierten weiterhin die Hauptstadt Sanaa und große Teile des Landes.[63] Die militärische Macht der Huthi-Rebellen und ihres Verbündeten, des ehemaligen jemenitischen Präsidenten Salih, war nicht zerstört worden.[176]
- Der de facto entmachtete Präsident Hadi befand sich weiterhin im Exil in Saudi-Arabien.[63] Das Ziel, die alte jemenitische Regierung Hadis wieder einzusetzen, war nicht erreicht worden[176] und schien auch nicht nahe gerückt.[177]
- Die größte Provinz des Landes, der Hadramaut, befand sich nach Ende der Militäroffensive fast vollständig in der Hand der Terrorgruppe AQAP und verbündeter Stammeskämpfer. Die Dschihadisten hatten von Saudi-Arabiens Luftangriffen profitiert und kontrollieren mittlerweile einen mehrere hundert Kilometer langen Küstenstreifen am Golf von Aden.[63]
- Aus der zuerst ausgerufenen Militärkoalition aus zehn Staaten, die sich an dem Krieg gegen die Huthis angeblich beteiligten, schieden Regierungen aus oder beteiligten sich nur symbolisch wie Pakistan, der Sudan und Marokko.[63]
- Die von Saudi-Arabien und Ägypten bereits als bevorstehend angekündigte Bodeninvasion blieb aus.[63]
- Erst wenige Stunden vor Verkündung des Endes der Militäroperation[Anm. 2] hatte der saudische König Salman noch die saudische Nationalgarde mobilisiert,[63] was zunächst Erwartungen gefördert hatte, dass Saudi-Arabien zu einer Bodenoffensive übergehen könnte oder dazu eingesetzt werden, die südliche Metropole Aden und ihre Hafenanlagen zu sichern.[59]
- Die humanitären Kosten wurden als zu hoch angesehen.[177] Nach Angaben der Weltgesundheitsorganisation WHO sollen seit Beginn der Luftschläge mehr als 900 Menschen,[63][Anm. 5] darunter nach Angaben von medizinischen und Hilfsorganisationen hunderte Zivilisten,[178] getötet und 3500 verletzt worden sein.[63][Anm. 5] Saudi-Arabiens Luftwaffe bombardierte unter anderem auch Flüchtlingscamps und – laut Human Rights Watch möglicherweise vorsätzlich im Sinne eines Kriegsverbrechens[84] – ein Lebensmittellager der Hilfsorganisation Oxfam,[63] das Einrichtungen zur Trinkwasserversorgung für Tausende von Familien in Sa'da beinhaltete und dessen genaue Lagekoordinaten[Anm. 4] Oxfam nach eigenen Angaben zuvor den Streitkräften der saudisch geführten Militärkoalition zur Vermeidung eines Beschusses angegeben hatte.[84] Ein US-amerikanischer Regierungsbeamter gab gegenüber der New York Times als Grund dafür, dass es in den letzten Tagen vor der Beendigung der Luftoffensive eine Anzahl von Diskussionen zwischen Vertretern der USA, Saudi-Arabiens und der VAE über die Beendigung der Bombardierungen gegeben hatte, schließlich an: „Die Kollateralschäden sind einfach zu groß“.[63][179][180] Nach Darstellung der New York Times sollten die US-amerikanische Regierung entgegen der offiziellen saudi-arabischen Darstellung in den der Beendigung der Militäroffensive vorangegangenen Tagen darauf gedrängt haben, dass Saudi-Arabien die Luftangriffe beendet.[63][179][178] Laut der New York Times sollten US-amerikanische Vertreter und Diplomaten für den Mittleren Osten in privaten Gesprächen eingeräumt haben, dass die zunehmende humanitäre Katastrophe durch den Tod von hunderten Zivilisten und das Embargo von Nahrungsmitteln, Treibstoff, Wasser und Medizin offenkundig ein berechneter Faktor in der saudischen Kalkulation gewesen sei.[178]

Die US-Regierung, die noch den am 20. April 2015 in der New York Times veröffentlichten Aufruf des iranischen Außenministers Sarif für eine diplomatische Lösung als „ironisch“ bezeichnet hatte, begrüßte dann, gleichsam wie Iran, das verkündete Ende der Bombardements am 21. April 2015.
Die Sprecherin des iranischen Außenministeriums, Marzieh Afkham, kommentierte das Ende der Militäroffensive mit den Worten, Iran habe „immer betont, dass es keine militärische Lösung für die Krise im Jemen gibt“. Die Erklärung aus Saudi-Arabien sei daher ein Schritt in die richtige Richtung. Dass der stellvertretende Außenminister Irans, Hossein Amir Abdollahian, bereits wenige Stunden vor der Verkündung eine Waffenruhe im Jemen angekündigt hatte, förderte Spekulationen, dass Saudi-Arabien Iran über einen Kompromiss für den Machtkampf im Jemen verhandelte.

## Operation Restoring Hope (ab 22. April)
Die saudi-arabische Führung hatte zwar am 21. April 2015 ein Ende der Luftangriffe in der bis dahin ausgeführten Form angekündigt und signalisiert, im Rahmen der sogenannten Operation „Restoring Hope“ (oder „Renewal of Hope“, deutsch: „Wiederherstellung der Hoffnung“ oder „Erneuerte Hoffnung“) an einer politischen Lösung zu arbeiten, doch setzten Saudi-Arabien und die von ihm geführte Militärallianz auch in der Folge ihre Bombardements in vielen Landesteilen Jemens praktisch ununterbrochen und unvermindert fort, ohne dass ersichtlich wurde, auf welche Weise Saudi-Arabien sein offiziell erklärtes Ziel der Wiedereinsetzung Hadis zu erreichen beabsichtigte.
Der Außenminister der jemenitischen Exilregierung Hadi widerrief das Ende der Operation Decisive Storm und verkündete die Fortsetzung der Militäroperation.
Die wochenlangen heftigen Kämpfe zwischen Huthi-Rebellen und mit ihnen verbündete Armeeeinheiten mit den Truppen und Milizen von Präsident Hadi sowie die seit Ende März währenden Luftangriffe der von Saudi-Arabien angeführten und von den USA unterstützten arabischen Militärallianz wurden auch während der Operation Restoring Hope fortgeführt.
Siehe Anmerkung: